# Anarchisme en Belgique

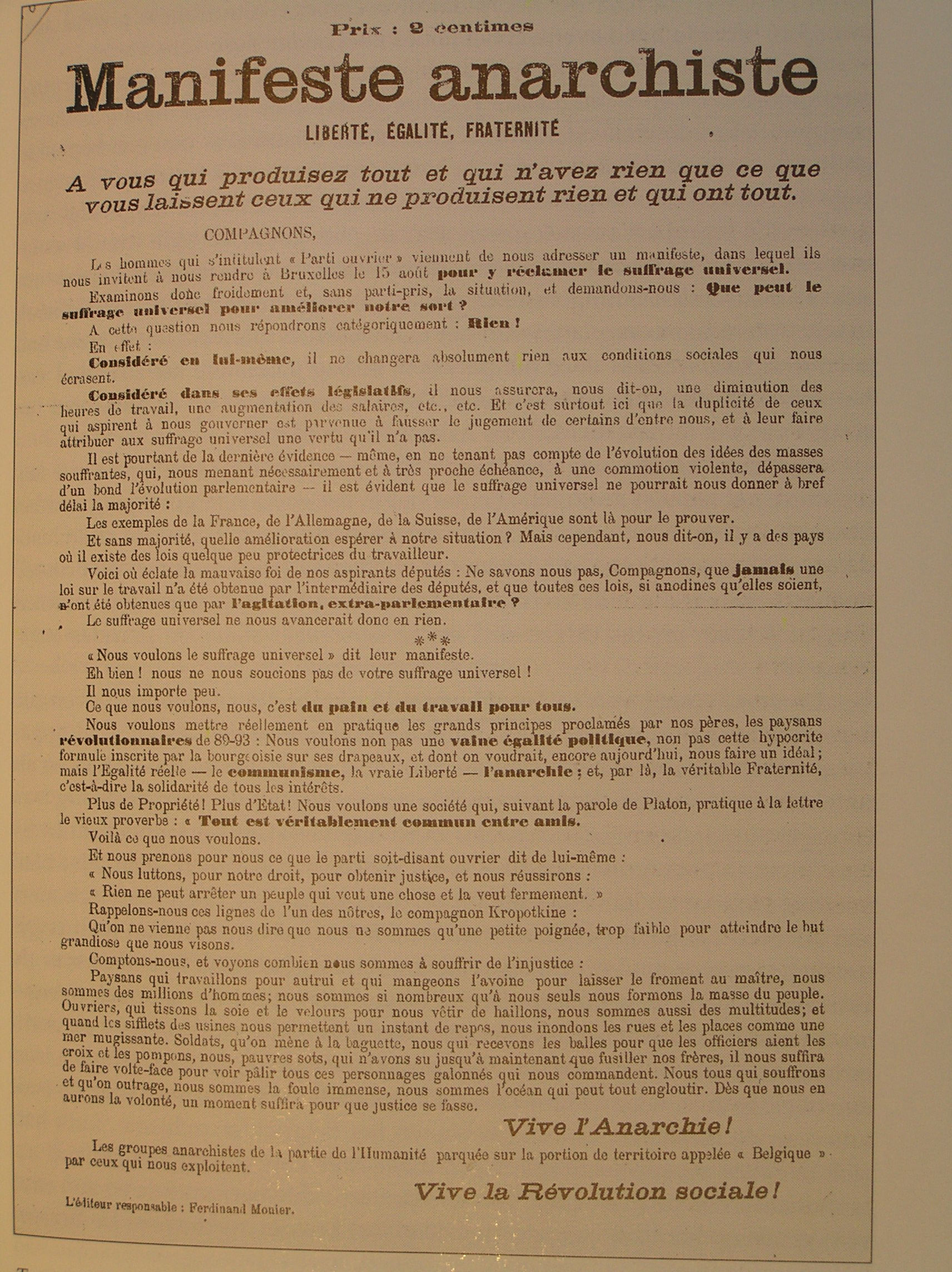
« À vous qui produisez tout, et qui n'avez rien que ce que vous laissent ceux qui ne produisent rien et qui ont tout » (Pierre Kropotkine), Manifeste anarchiste édité par Ferdinand Monier, 15 août 1886.

L'anarchisme en Belgique concerne l'histoire du mouvement libertaire belge.
Après la Commune de Paris, de nombreux communards, dont Élisée Reclus, se réfugient à Bruxelles.
César de Paepe défend à l'époque un mutualisme inspiré par Pierre-Joseph Proudhon qui propose d'organiser la production et la distribution en s'appuyant sur des associations ouvrières indépendants sans l'intermédiaire de l'État.
Lors du conflit qui oppose les « internationalistes » proche de Mikhaïl Bakounine au Conseil général de Londres dominé par Karl Marx, la section belge soutient la tendance anti-autoritaire regroupée autour de la Fédération jurassienne après le congrès de Saint-Imier (1872).
C'est à Bruxelles, en 1874, que se réunit le congrès de l'Internationale antiautoritaire. 
En 1877, le congrès de l'Internationale tenu à Verviers ne parvient pas à trouver une entente les délégués « marxistes » et socialistes qui se réunissent quelques jours après à Gand lors du Congrès socialiste universel. Les délégués du congrès de Verviers y sont minoritaires. La fédération belge et les sections flamandes quittent l'Internationale, considérée comme annexée par les libertaires, pour se rallier au marxisme.
Par la suite, l'anarchisme en tant que moteur du mouvement ouvrier perd de l'influence en Belgique, et particulièrement en Flandre. De plus en plus d'organisations ouvrières se tournent vers le processus politique et électoral pour obtenir des lois sociales. 
Selon Jacques Gillen du Centre d'histoire et de sociologie des Gauches (Université libre de Bruxelles) : « plusieurs facteurs se sont combinés en Belgique pour que l'anarchisme ne réussisse jamais qu'à rassembler un nombre très limité de personnes. L'anarchisme belge a toujours été confronté à d'importantes difficultés  d'organisation et à une absence quasiment permanente de cohésion interne qui ont nui à son extension. Ces tendances, en quelque sorte caractéristiques de ce mouvement, sont encore renforcées en Belgique par l'absence de « leader », par l'incapacité des anarchistes à mobiliser le monde ouvrier et par la position prépondérante des socialistes. Dans beaucoup de situations, ces éléments se sont combinés et permettent de comprendre l'impact très limité qu'a eu l'anarchisme en Belgique ».

## Des origines à 1880

### L'Internationale antiautoritaire

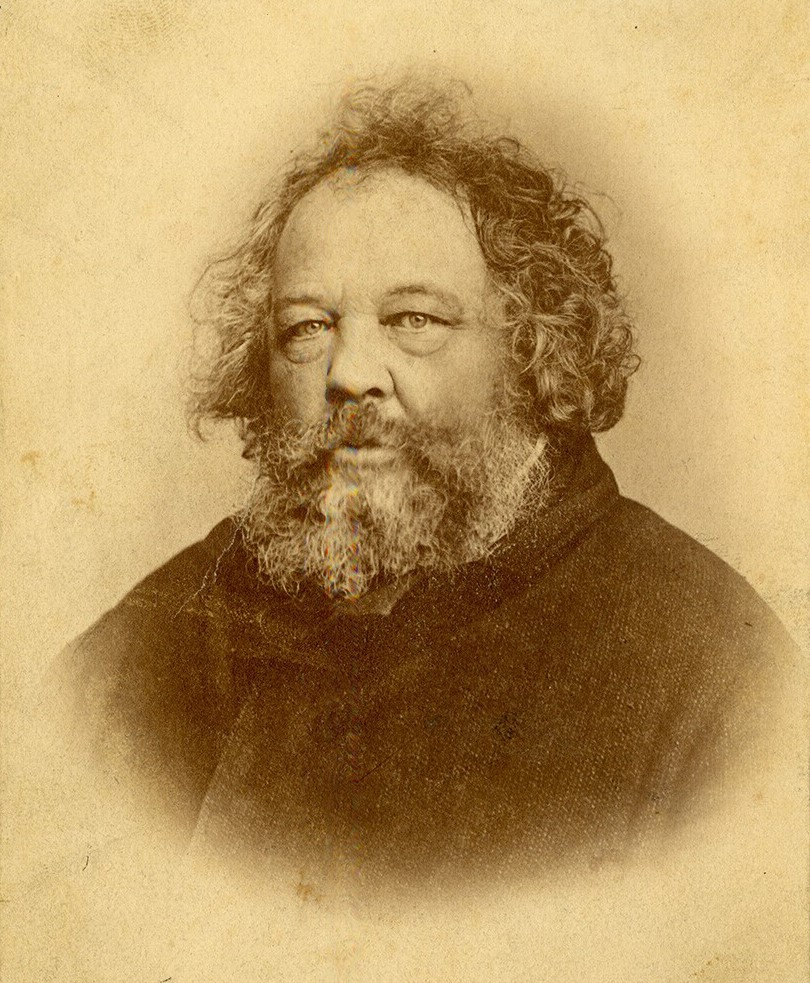
Michel Bakounine

En septembre 1872, lors du Ve congrès de la Première Internationale à La Haye, les délégués belges se prononcent contre l'exclusion de Michel Bakounine proposée par le Conseil général de Londres dominé par Karl Marx. Dans ce conflit fondateur de l'anarchisme, ils sont donc dans le camp des « antiautoritaires » contre les « autoritaires ». Comme Bakounine, les délégués belges refusent d'atteindre leurs objectifs par la conquête du pouvoir politique et sont favorables à une structure fédéraliste de l'Internationale, dans laquelle les groupes locaux gardent une large autonomie. Selon eux, la révolution aura lieu rapidement et une nouvelle société se construira par le bas.
De cette scission va naitre, lors du congrès de Saint-Imier le 15 septembre 1872, une Internationale dite « antiautoritaire », la Fédération jurassienne. C'est autour d'elle que va naitre le courant anarchiste qui se revendique alors du nom de « collectivisme révolutionnaire », se voulant le promoteur d'un système économique autogéré en dehors de toute autorité, de toute centralisation, de tout État et se donnant comme objectif « la destruction de tout pouvoir politique par la grève révolutionnaire ». Les adhérents belges de la Première Internationale vont majoritairement rejoindre cette Internationale antiautoritaire,.
Au milieu des années 1870, le socialisme belge se compose d'un ensemble d'associations ouvrières soucieuses de garder leur indépendance et de rester à l'écart de la politique. La fédération locale de Verviers est alors le centre de l'Internationale antiautoritaire en Belgique. Elle remet en question le syndicalisme et l'action politique pour privilégier la propagande révolutionnaire : l'abolition de l'État doit être la priorité absolue. Mais la révolution annoncée se fait attendre et la tendance social-démocrate, particulièrement présente à Gand et à Bruxelles, l'emporte peu à peu sur la révolutionnaire antipolitique.

### Compagnon
Le terme de « compagnon » par lequel les anarchistes se désignent a été utilisé d'abord en Belgique, affirme Jean Maitron, qui cite une lettre de Paul Robin : « Nous disons compagnon, en Belgique, c'est encore moins homme du monde que citoyen ». Les recherches du même historien montrent bien la tonalité particulière de ce terme. « Quand les républicains, s'écrie Tévenin jugé devant la cour d'assise de l'Isère, ont voulu se désigner séparément des monarchistes ils ont pris l'appellation de citoyen ; nous qui méprisons le droit de cité, nous avons cherché un terme absolument ouvrier et nous avons adopté celui de compagnon ; cela veut dire compagnon de lutte, de misère, quelquefois aussi de chaîne ». James Guillaume écrit en 1905 « Pour les ouvriers, la qualité de producteur prime la qualité de citoyen ; c'est pour cela que les membres de l'internationale s'appelaient entre eux compagnons et non citoyens ». Ces compagnons appartiennent non à un parti, mais à des groupes locaux dépourvus de structures et vivant d'une vie autonome. Le groupe est pour eux une simple école éducative, « il n'y a ni bureau ni caisse, chacun est indépendant. Les adhérents s'occupent d'être eux-mêmes, puis se développent, s'instruisent ; l'on discute afin de savoir ce qui est bien et ce qui est mal et chacun agit suivant les facultés que lui permet son tempérament. L'on ne dit à personne faites ceci ou faites cela, et jamais vous ne deviez pas le faire, mais voilà ce qui est bien, voilà ce qui est mal, voilà ce qu'il conviendrait de faire. »

### Personnalités
- Victor Dave, né le 25 février 1845 à Jambes et mort le 31 octobre 1922 à Paris. Journaliste et historien socialiste libertaire, membre de la Fédération bruxelloise de l'Association internationale des travailleurs. Il a publié de nombreuses biographies dont celle de Fernand Pelloutier.
- Eugène Hins, né à Molenbeek en 1839 et mort à Bruxelles en 1923. Professeur d'histoire du Moyen Âge, il est le fondateur du journal La Pensée, leader de la libre-pensée belge et cofondateur de l’Association internationale des travailleurs.
- Lucien Hénault, né en 1870 et mort le 18 juin 1914. Médecin et communiste libertaire, il participe au Cercle des étudiants socialistes avant de fonder, en 1900, Le Réveil des Travailleurs. En 1901, il publie à Liège, Le Parti ouvrier et l’anarchie. Devenu médecin-chef à l'hôpital de Saint-Gilles (Bruxelles), il s'éloigne de l'action militante mais reste actif en tant que libre-penseur. En 1913, il est président de l'association Les Amis de l'Orphelinat rationaliste[5],[6],[7].

## De 1880 à 1914

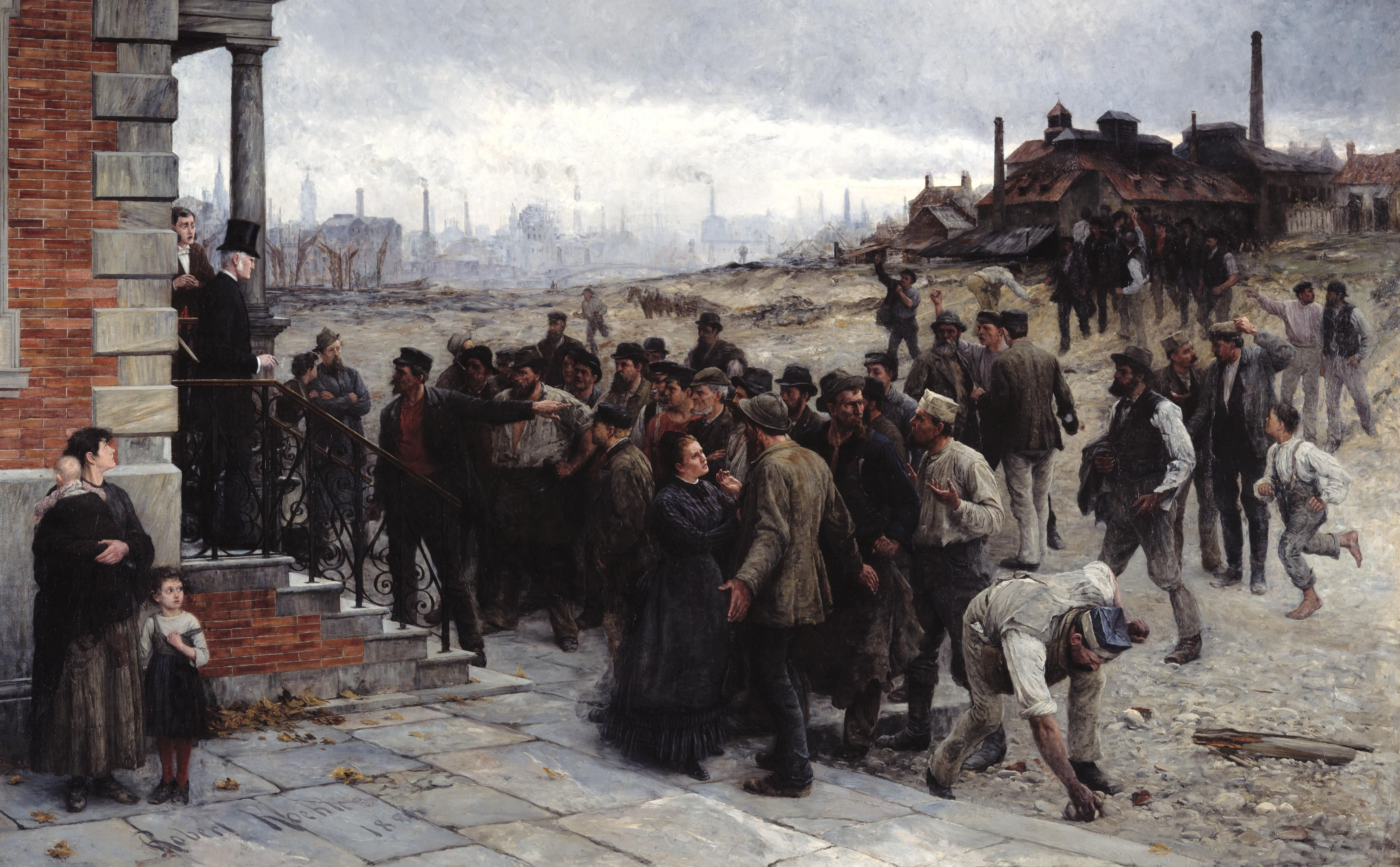
La Grève au pays de Charleroi (1886).

### Insurrection wallonne de 1886
L'insurrection wallonne de 1886 désigne une série de grèves ouvrières insurrectionnelles amorcée, le 18 mars, par une commémoration du 15e anniversaire de la Commune de Paris organisée par le Groupe anarchiste révolutionnaire de Liège. Rapidement de violents affrontements opposent manifestants et forces de l'ordre (l'armée est mobilisée). Le soulèvement est écrasé et provoque la mort de plusieurs dizaines de grévistes

### Le Libertaire

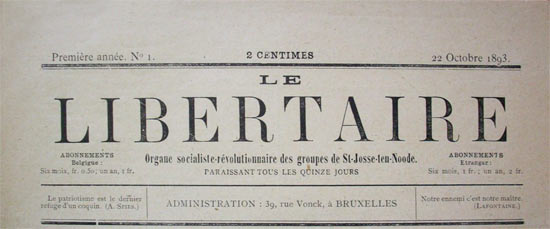
Le Libertaire, no 1, 22 octobre 1893.

Le 22 octobre 1893, est publié par Henri Willems, à Bruxelles, le premier numéro du bimensuel Le Libertaire, « Organe socialiste-révolutionnaire des groupes de Saint-Josse-ten-Noode ». Deux épigrammes : « Le patriotisme est le dernier refuge d'un coquin » d'August Spies et « Notre ennemi c'est notre maître » de La Fontaine.
Il fait suite au journal L'Antipatriote. Imprimeur et éditeur sont poursuivis, en 1894, pour délit de presse, ce qui provoque l'arrêt de la publication du journal.

### La Débâcle sociale

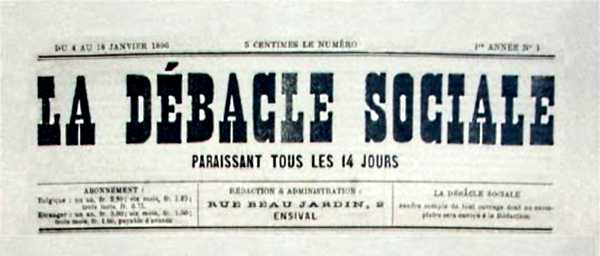
La Débacle Sociale, no 1, 4 janvier 1896.

Le premier numéro de La Débâcle sociale sort le 4 janvier 1896 à Ensival (Wallonie). À l'origine publié toutes les deux semaines, à partir du numéro 6 (22-29 mars 1896), il devient hebdomadaire. Parmi les contributeurs : Henri Zisly, Henri Beylie, Émile Gravelle, Jules Moineau, Augustin Hamon, Élisée Reclus, Séverine et Ferdinand Monier. Après 10 numéros, le journal s'arrête le 19 avril 1896.
En mars 1896, La Débâcle sociale édite également sous forme de brochure, la plaidoirie de Me Émile Royer, Pour l’anarchiste Jules Moineau.

### Le Flambeau

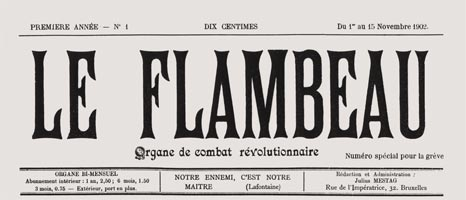
Le Flambeau, no 1, 1er novembre 1902.

Le 1er novembre 1902 à Bruxelles, sortie du premier numéro du journal Le Flambeau, « Organe de combat révolutionnaire ». Le responsable en est Julius Mestag. « Le Flambeau n'est pas un journal de théorie, ni une feuille à potins, c'est un organe de combat révolutionnaire, le cri des opprimés, l'expression d'un sentiment de révolte. »

### La Fédération amicale des anarchistes (1904)

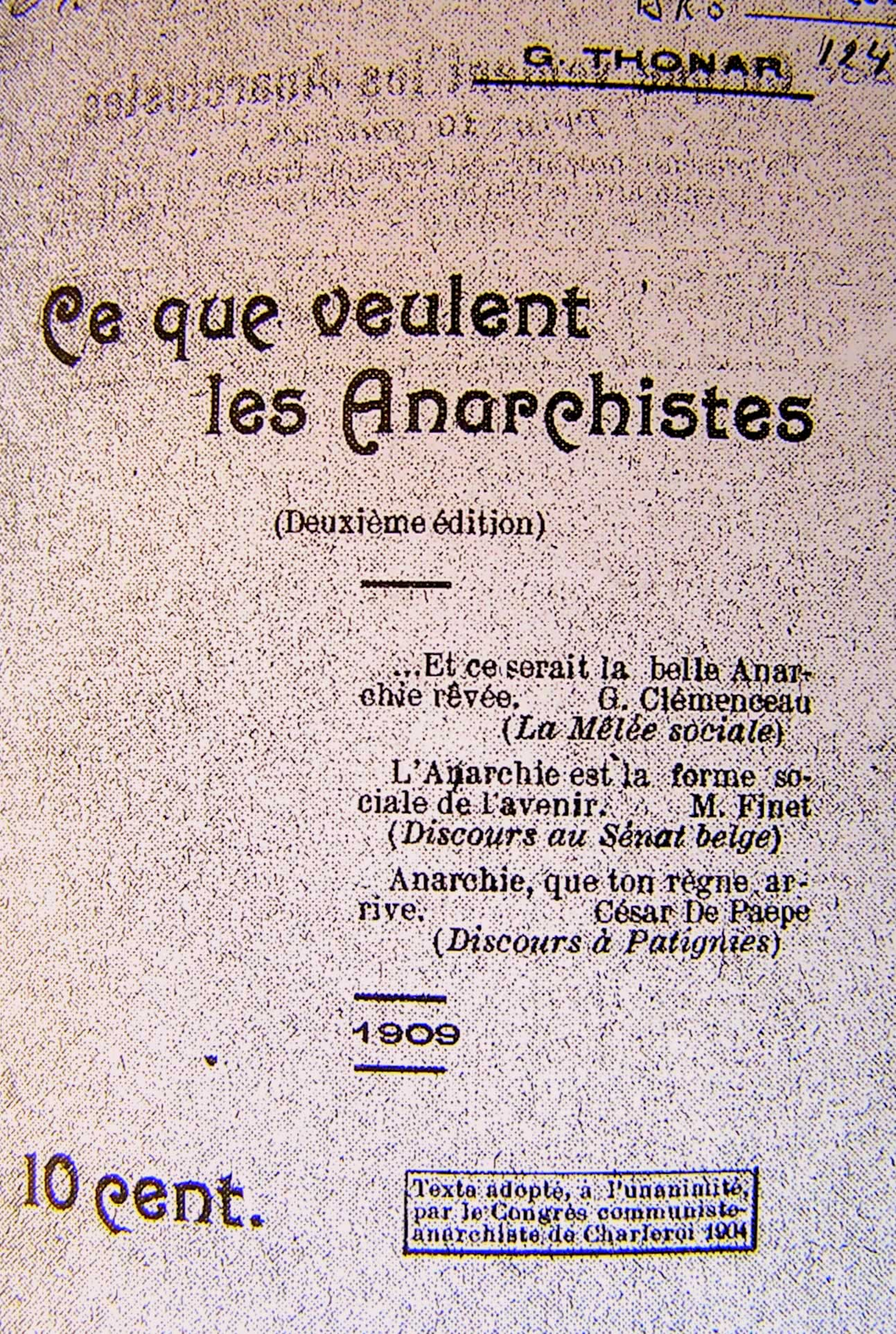
Ce que veulent les anarchistes, réédition de 1909.

En 1902, Georges Thonar préside le « congrès révolutionnaire » de Liège qui est un succès de participation mais donne peu de résultats concrets, notamment du fait l'individualisme et de la crainte de tout autoritarisme qui paralysent toute amorce d'organisation. Dispersé en une infinité de tendances, le mouvement s'avére incapable de mettre en œuvre ses résolutions, à coordonner son action.
Cependant Thonar poursuit son projet de structuration de l'anarchisme. Pour clarifier les positions, il rédige un manifeste, Ce que veulent les anarchistes qui écarte d'entrée les nostalgiques de la propagande par le fait et les « originaux » non conformiste.
Pour lui, l'anarchisme se situe dans « une propagande active, purement théorique et sans phrases », visant à « l'éducation intégrale » à travers les cercles d'études, les écoles, les conférences, les journaux et les brochures. Assurer « le développement de la dignité personnelle, de l'esprit d'indépendance et des sentiments de solidarité », tel est l'objectif immédiat de l'action de groupe. L'action directe n'est pas délaissée, mais l'anarchisme sait que les « émeutes » et « les révolutions » ne se créent pas « artificiellement » ; que « l'arbitraire gouvernemental et l'exploitation capitaliste pousseront la masse qu'il faut éduquer en conséquence à une gigantesque grève générale, prélude de la révolution sociale ». Il ne rejette pas toute idée de réforme car « l'action éducative de la lutte menée pour les obtenir est utile à la classe ouvrière ».
En octobre 1904 à Charleroi et sur cette base, Thonar aidé d'Émile Chapelier réunit un congrès communiste libertaire d'une centaine de militants assez représentatifs qui adoptent son texte à l'unanimité et pose les bases d'une Fédération amicale des anarchistes.
Les objectifs sont, d’une part, de rassembler les anarchistes au moyen d’une organisation qui leur permet d’agir avec plus de méthode, et, d’autre part, de prendre des mesures concrètes pour développer la propagande, que ce soit par les conférences, les publications ou les bibliothèques. Le projet d’organisation, entièrement élaboré par Georges Thonar, en quelque sorte leader du mouvement à l’époque, parle d’un fédéralisme libertaire basé sur la collaboration volontaire : chaque groupe et chaque individu garde son autonomie, et personne n’impose de décisions (ce qui permet de vaincre les réticences de ceux qui craignent l’apparition d’un certain autoritarisme). L’organisation de la fédération repose sur trois types de rassemblement : des sections locales, cercles d’études et de propagande, destinées à former les membres au moyen de conférences abordant des sujets aussi bien sociaux que scientifiques ; des groupes de concentration se réunissant mensuellement et enfin la fédération libre, sans statut, tenant un congrès annuel. La publication d’un bulletin informe de l’état de la propagande et des nouvelles parutions, et sa réalisation est assurée chaque fois par un groupe différent afin de développer les contacts et d’éviter une centralisation excessive. Thonar en est nommé secrétaire, mais il est rapidement déçu car, en dehors de la tenue d'un congrès annuel, peu d'actions sont organisées collectivement,.

### La communauté libertaireL’Expérience(1905-1908)

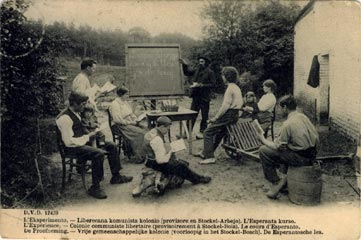
Un cours d'espéranto à la colonie communiste libertaire, L'Expérience.

En juillet 1905, la communauté libertaire L’Expérience à Stockel, puis Boitsfort (Bruxelles) est fondée par Émile Chapelier (beau-frère de Joseph Jacquemotte) et sa compagne Marie David. Elle compte de cinq à quinze personnes. Se voulant une alternative à la propagande par le fait par la « propagande par l’exemple ». Victor Serge, Jean De Boë et le militant espérantiste Eugène Gaspard Marin, y ont notamment séjourné,.
La colonie communiste libertaire est la section bruxelloise du Groupement Communiste Libertaire fondé le 25 juillet 1905 en vue de structurer le mouvement afin de mener une action commune et une propagande soutenue. Jusque-là, l’individualisme et la crainte de l’autoritarisme avait toujours poussé les anarchistes à refuser toute forme d’organisation.
Le projet est la mise en pratique du communisme libertaire : propriété commune, travail en commun (jardinage et aviculture essentiellement) et consommation selon le principe de chacun selon ses moyens, à chacun selon ses besoins. Elle mise sur le principe de l'entraide développé par Pierre Kropotkine. C’est un milieu ouvert, intégré dans le mouvement anarchiste belge et international, et multipliant les activités pour ceux qui viennent la visiter : journaux, théâtre actif, conférences, etc. Le 22 juillet 1906 s’y tient le deuxième Congrès Communiste Libertaire Belge qui lance l’idée d’une internationale anarchiste. De la colonie partent de multiples brochures qui contribuent à réactiver l’anarchisme belge et international, sur le syndicalisme révolutionnaire, le néomalthusianisme, l'espéranto, l’amour libre, etc. C’est un milieu expérimental assumé, ne voulant pas paraître comme modèle, ni comme structure figée,.
Vitrine de l'anarchisme, la colonie est ouverte le dimanche aux visiteurs, des conférences et des pièces de théâtre y sont données. La communauté édite de nombreuses brochures dans sa collection Bibliothèque de la colonie communiste libertaire L’Expérience dont Ayons peu d’enfants ! Pourquoi ? Comment ? (Émile Chapelier), rééditée à 60.000 exemplaires en 1909. Le 11 août 1906, elle publie le premier numéro de l'hebdomadaire L'Émancipateur.

### Le Groupement communiste libertaire (1905-1907)

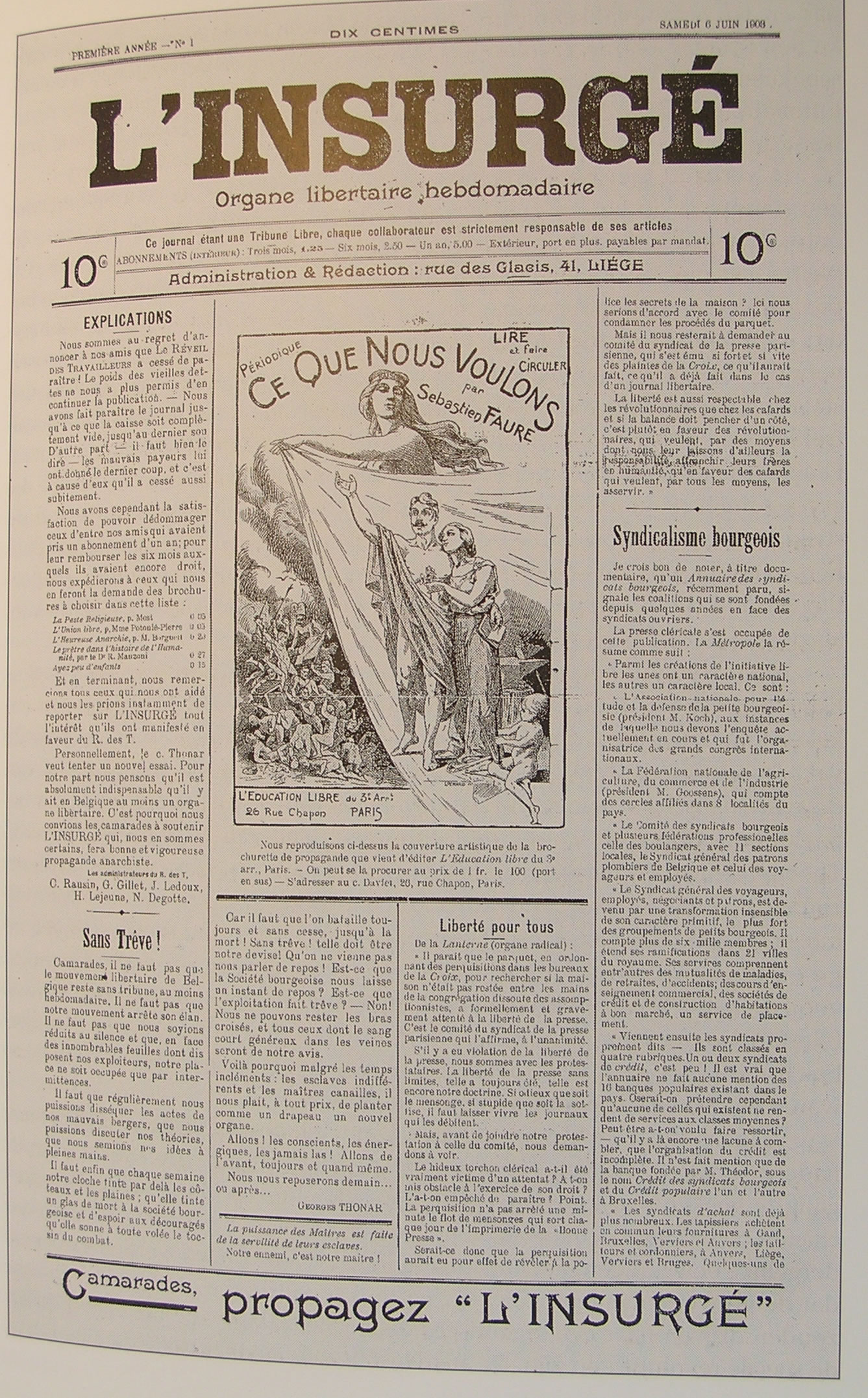
L’Insurgé, 6 juin 1903.

Le Groupement communiste libertaire est une organisation anarchiste belge fondée par une trentaine de militants le 25 juillet 1905 et disparue en août 1907. Son but est de propager les idées du communisme libertaire par le biais de meeting, la création de Cercles d'Études, et la publication de journaux et d'ouvrages de propagande. Son objectif principal est de structurer un mouvement divisé en de nombreuses tendances et de créer les moyens nécessaires au développement de la presse libertaire. Georges Thonar en a été le secrétaire général.
Le 15 octobre se tient à Liège un congrès chargé d’étudier deux questions : la fondation d’une colonie libertaire et l’attitude à adopter en cas de guerre. Lors de ce congrès, Thonar précise que le groupe s’adresse aux militants convaincus de la nécessité de renforcer l’organisation de la propagande et la solidarité, le groupe est donc relativement fermé. Le GCL adopte une déclaration dans laquelle il précise que son but est de propager les théories communistes libertaires définies par la Déclaration de principes adoptée au congrès de Charleroi de 1904.
Au mois de juillet 1905, la communauté libertaire L'Expérience est créée par Émile Chapelier et devient la section locale de Stockel. Début 1906, les premiers résultats sont assez encourageants : le nombre de membres et de sections ne cesse d’augmenter. Le GCL a réussi à assurer la survie de L’Insurgé et a organisé des meetings, des cercles d’études, ainsi que la publication d’ouvrages de propagande,. Le GCL compte maintenant une centaine de militants répartis en une quinzaine de sections. Le journal L'Insurgé, que Thonar a lancé en 1903 devient L’Émancipateur, « Organe du Groupement Communiste Libertaire » et est publié à L'Expérience.
Cependant, le GCL ne soulage pas les difficultés financières de la presse anarchiste, ce qui était un de ses objectifs premiers et L’Émancipateur, avec ses 300 abonnés, n'équilibre pas ses comptes. Les contacts s'espacent entre les différentes sections et le secrétaire général Georges Thonar perd le contact avec sa base. Finalement, les sections reprochent au groupement sa tendance centralisatrice et décident sa dissolution lors de la dernière assemblée générale en août 1907. Il est toutefois décidé de maintenir un réseau tissé par les relations fraternelles nouées entre les membres lors des meetings et que l'action doit de développer dans une nouvelle direction : le syndicalisme révolutionnaire,.

### Groupe révolutionnaire de Bruxelles (1907-1909)

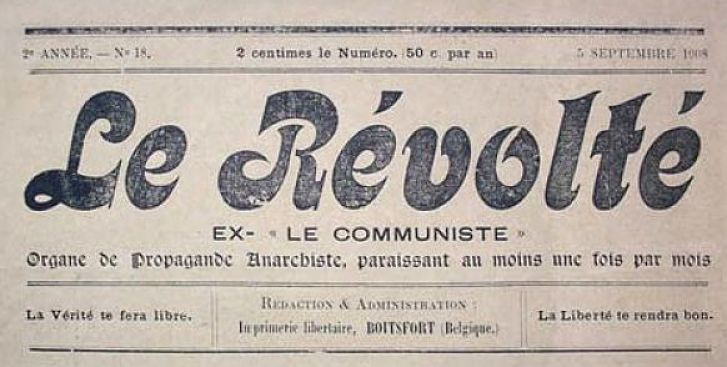
Le Révolté, Bruxelles, 1908.

En juillet 1908, à l'appel du Groupe révolutionnaire de Bruxelles, en grande partie issu de la colonie L'Expérience, une Fédération anarchiste se constitue fondée sur « la libre adhésion des groupes, sans statuts, sans règlement et sans comité ». Elle publie le journal Le Révolté,,.

### La Confédération générale du travail belge (1906-1908)

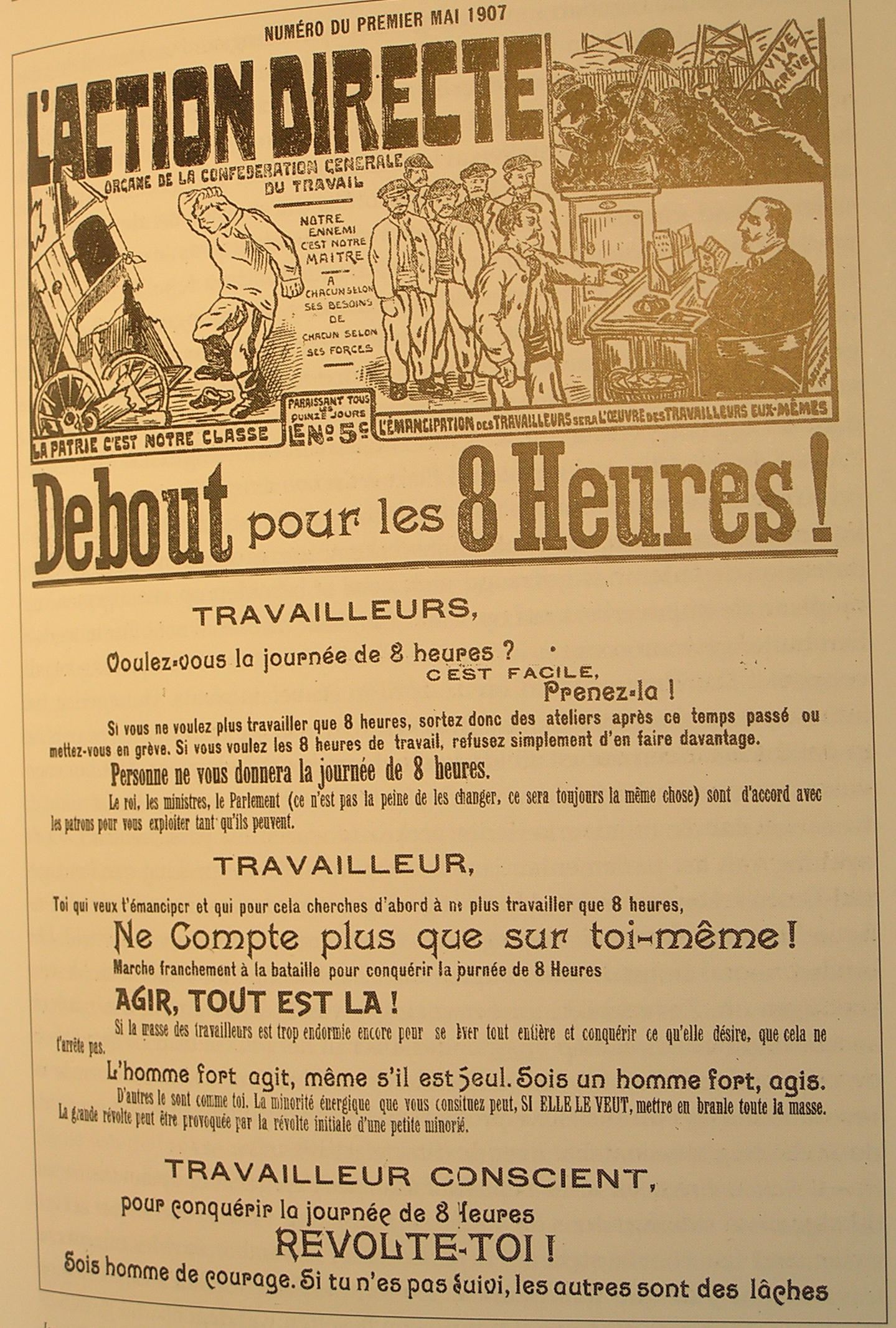
L'Action directe, 1er mai 1907.

Le 16 juillet 1905, parait à Gilly (Belgique) le premier numéro du journal L’Action Directe, « organe des travailleurs » puis « organe de la Confédération générale du travail » puis « organe de propagande syndicaliste révolutionnaire ». Fondé par Léopold Preumont, à partir de juin 1907, Henri Fuss lui succède à la tête du journal qui est à la fois un outil de propagande et un centre de ralliement pour les syndicats de Charleroi et de Liège qui se réclament de l'action directe.
Les 11 et 12 juin 1905 à Charleroi, un congrès syndicaliste révolutionnaire rassemble les délégués de 24 localités, principalement dans le Hainaut, mais aussi des Gantois, des Bruxellois et des Liégeois, mineurs, verriers, typographes, menuisiers, métallurgistes et peintres. Le congrès décide le principe de la création d'une Confédération Générale du Travail,. Suivant le modèle de la CGT française, il s’agit pour la nouvelle Confédération de réunir tous les métiers dans une seule entente de manière à créer un syndicat antipolitique capable de réaliser la grève générale révolutionnaire. Son but est la suppression du salariat. Mais à l’inverse de la France tardivement industrialisée mais où les groupements ouvriers étaient nourris d’une tradition révolutionnaire, la Belgique, et en particulier les bassins industriels wallons, ont connu la première révolution industrielle du continent mais un mouvement ouvrier qui s’organise de manière tardive. Le particularisme local et professionnel régnait et les effectifs syndicaux étaient très réduits.
Le 28 janvier 1906 à Bruxelles, se tient le congrès constitutif de la nouvelle organisation, congrès préparé par l'Union des Travailleurs bruxellois fondée par Henri Fuss et à laquelle s'associent notamment Georges Thonar et Émile Chapelier. La CGT belge prend de l'extension dans les années suivantes mais son journal, L'action directe et certains de ses membres sont poursuivis par la justice à plusieurs reprises, notamment à cause de leurs positions antimilitaristes ou de leur participation aux grèves. Ces poursuites ont pour conséquence de priver le mouvement de ses militants les plus importants. Ces raisons, auxquelles s'ajoutent un particularisme local et professionnel et l'absence de personnalités marquantes, vont provoquer la fin de la CGT en 1908.

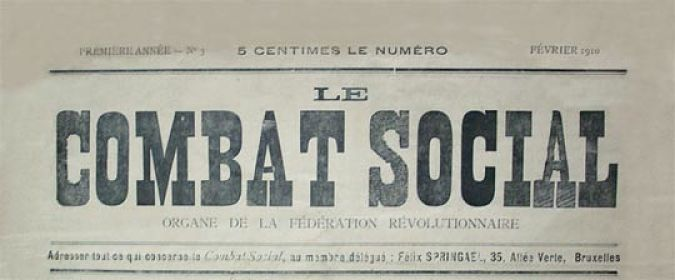
Le combat social (no 3).

### La Fédération révolutionnaire
En 1910, la Fédération révolutionnaire publie le journal Le combat social dont le responsable (membre délégué) est Félix Springael. Dans le premier numéro, publié sous le titre de Bulletin de la Fédération Révolutionnaire, la Fédération révolutionnaire se prononce pour le socialisme intégral, pour une société où chacun produirait selon ses forces et consommerait selon ses besoins

## Le Congrès anarchiste international d'Amsterdam (1907)
Une importante délégation belge participe au Congrès anarchiste international d'Amsterdam en août 1907 dont Georges Thonar et Henri Fuss (Liège), Émile Chapelier (Boitsfort), Segher Rabauw et Samson (Anvers), Janssen et Heiman (Gand), Schouteten (Bruxelles), Hamburger, Henri Willems. Le Groupement communiste libertaire y intervient notamment dans le débat sur l’organisation.

### Personnalités
- Henri Willems, né le 21 octobre 1858 à Saint-Josse-ten-Noode (Bruxelles), est un ouvrier sculpteur, militant anarchiste et administrateur des journaux Le Libertaire et L'Antipatriote. Il est condamné en 1894, pour délit de presse.

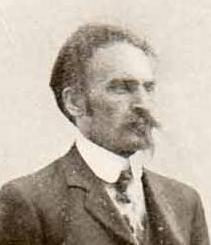
Émile Chapelier.

- Émile Chapelier, né en 1870 et mort le 16 mars 1933 à Bruxelles. Ouvrier mineur, autodidacte, écrivain prolifique et militant communiste libertaire, il est l'inspirateur, en 1905, de la communauté libertaire L’expérience à Bruxelles. Figure centrale de l'anarchisme belge avant la Première Guerre mondiale[36], il finit par adhérer au Parti ouvrier belge en 1908-1909 tout en défendant des positions d'extrême gauche inspirée du syndicalisme révolutionnaire français[37],[38].

- Georges Thonar de son vrai nom Gérard Debehognes, né le 3 mars 1875 à Huy (Liège) et mort début décembre 1918 en Gironde (France). Typographe et imprimeur[39], militant communiste libertaire. Figure centrale de l'anarchisme belge avant la Première Guerre mondiale[40] avec Émile Chapelier[36], il doit sa notoriété notamment à deux textes, réédités à de nombreuses reprises, Ce que veulent les anarchistes et Le parlementarisme et la classe ouvrière[41]. En 1905, il est la cheville ouvrière du Groupement communiste Libertaire dont l'objectif est d'organiser le mouvement anarchiste en Belgique et qui est à l'origine de la Colonie communiste libertaire, L'Expérience à Stockel (Bruxelles).

- Raymond Callemin né à Bruxelles le 26 mars 1890 et mort à Paris le 21 avril 1913. Typographe, anarchiste individualiste, il contribue en 1911 à Paris au journal L'Anarchie. Illégaliste et membre de la bande à Bonnot, plus connu sous le surnom de Raymond la Science, il est guillotiné à Paris, devant les portes de la prison de la Santé, le 21 avril 1913.

- Henri Fuss né le 4 août 1885 à Schaerbeek et mort en septembre 1964 à Bruxelles. Typographe, syndicaliste révolutionnaire et libertaire, fondateur de l'Union des travailleurs bruxellois avec Georges Thonar et Émile Chapelier. En 1905, il édite L’Action Directe qui devient l'organe de la Confédération générale du travail (belge). Figure atypique, il abandonne en 1903 de brillantes études universitaires pour entrer dans la corporation des typographes, foyer de l'anarchisme ; condamné à de la prison en 1906 comme réfractaire au service militaire, il s'engage comme volontaire dans l'armée belge en 1917 pour lutter contre « l’impérialisme allemand » ; idéologue du syndicalisme révolutionnaire au début du XXe siècle, il est un des pères fondateurs de la sécurité sociale mise en place en Belgique, dans le sillage de la résistance, après la Seconde Guerre mondiale.

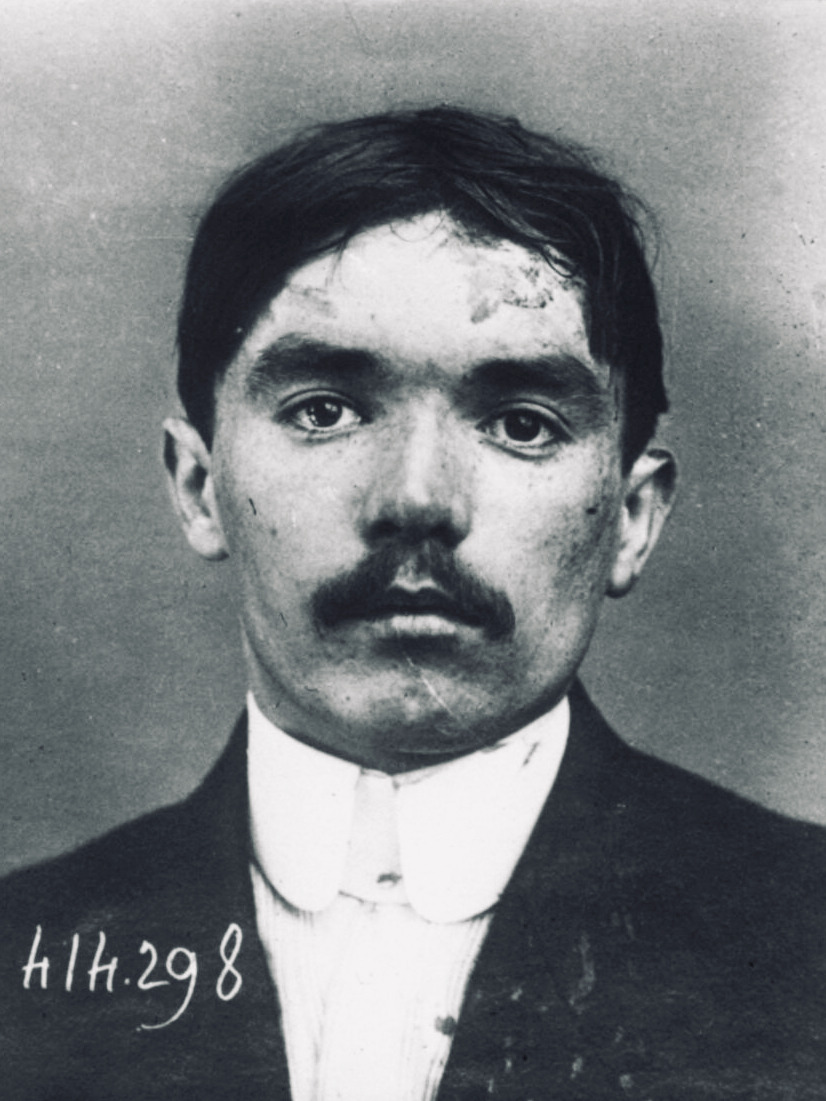
Jean De Boë.

- Jean De Boë, né le 20 mars 1889 à Anderlecht (Bruxelles) et mort le 2 janvier 1974 à Watermael-Boitsfort (Bruxelles). Typographe, militant libertaire et anarcho-syndicaliste, fondateur du Syndicat unifié du livre et du papier de Bruxelles puis président de la Centrale nationale de l’industrie du livre de 1945 à 1954 et secrétaire de la Fédération graphique internationale. Le 28 février 1912, il est arrêté pour ses activités dans la bande à Bonnot et est condamné à 10 ans de travaux forcés. En 1922, il s'évade du bagne de la Guyane française pour rejoindre la Belgique où il s'investit jusqu'à sa mort dans des activités syndicales tout en poursuivant son engagement dans le mouvement libertaire.

- Jacques Mesnil de son vrai nom Jean-Jacques Dwelshauvers, né à Bruxelles le 9 juillet 1872 et mort en France le 14 novembre 1940. Journaliste, critique d'art et connaisseur érudit de la Renaissance florentine. Il rencontre Errico Malatesta en Italie et Élisée Reclus à Bruxelles. Après la Première Guerre mondiale, il évolue vers le communisme tout en restant fondamentalement libertaire[42]. Installé en France, il est exclu de la rédaction de L'Humanité en 1924 et participe à La Révolution prolétarienne de Pierre Monatte.

- Mathieu Demoulin, fondateur du syndicat des travailleurs du bois à Liège et administrateur, jusqu'en 1914, du journal L’Action ouvrière, syndicaliste révolutionnaire dont le but « est et restera la suppression du salariat et la création d’une société sans maîtres »[43],[44],[45].

- Fernand Rocourt, membre du groupe de Flémalle Grande, il participe, le 7 janvier 1913, au Congrès de l’Union anarchiste belge. En 1937-1938, il collabore au Bulletin mensuel de L’Émancipateur dont le principal rédacteur est Camille Mattart[46],[47],[48],[49].

- Emmanuel Tesch, étudiant à Saint-Gilles (Bruxelles), il est signalé par la police comme membre du groupe syndicaliste révolutionnaire et collaboteur de la revue La Société Nouvelle. Il collabore à L’Utopie édité par Henri Fuss ainsi qu'à L’Action directe de la CGT belge. Il est le préfacier de la brochure d’Émile Chapelier sur la colonie communiste libertaire L’Expérience en 1906[50],[51],[52].

- Jules Moineau, condamné en 1892 à 25 ans de travaux forcés pour « vol de dynamite et de complot ». Il est l’un des signataires du Manifeste des Seize.

- Max Borgueil (1877-1932), poète et romancier libertaire, il collabore à de nombreux titres de la presse anarchiste belge.

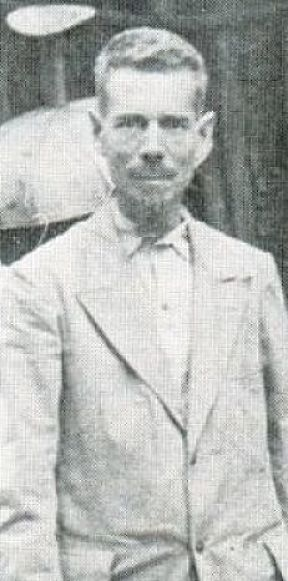
Eugène Gaspard Marin.

- Gassy Marin (1883-1969), peintre décorateur, typographe, libertaire et espérantiste, est un pionnier du mouvement des communautés libertaires[53].

## De 1914 à 1945
La Première Guerre mondiale est sans conteste un coup d'arrêt fatal au développement de l'anarchisme partout dans le monde. En Belgique, alors que jusqu'à 1914, le mouvement libertaire est le premier censeur à gauche du Parti ouvrier, il perd peu à peu de son influence.
À l'image du mouvement international, le mouvement libertaire sort divisé de la Première Guerre mondiale, fracturé entre antimilitaristes radicaux et partisans d'une victoire des démocraties occidentales rassemblés autour du Manifeste des Seize.
La révolution russe d’octobre 1917 suscite l’enthousiasme chez certains qui rallient les mouvements communistes, pendant que d'autres prennent conscience de la véritable nature dictatoriale du nouveau pouvoir bolchévique.
La plupart des anarchistes belges se lancent alors dans la publication de journaux.
En 1921, une Fédération communiste anarchiste belge rassemble initialement trois groupes à Bruxelles, Liège et dans le Borinage. Des personnalités émergent qui marqueront la période : Ernestan, Adamas, Camille Mattart, etc
Le mouvement est influencé par l’arrivée d’exilés italiens fuyant le fascisme ou immigrés cherchant du travail : cinq revues anarchistes en langue italienne sont éditées à Bruxelles dans l’entre-deux-guerres. Certains militants locaux collaborent à ces publications et parfois les éditent, comme Hem Day ou Jean De Boë.
En 1924, Hem Day accueille chez lui pendant deux ans les anarcho-syndicalistes espagnols Francisco Ascaso et Buenaventura Durruti alors en fuite vers Cuba. En 1928, le Comité International de Défense Anarchiste (CIDA) est créé pour lutter contre les expulsions et les extraditions d'anarchistes étrangers. Autour du CIDA, se met en place un réseau de soutien à de nombreux militants vivant dans une semi-clandestinité et une filière d'exfiltration vers l'Amérique du Sud.

### Fédération communiste anarchiste belge
Création en 1921, d'une Fédération communiste anarchiste belge autour de trois groupes, à Bruxelles, Liège et dans le Borinage.

### Comité international de défense des anarchistes (CIDA)
Le Comité international de défense des anarchistes est créé en 1928 pour venir en aide aux réfugiés qui fuient le régime fasciste italien. Il organise la solidarité contre les expulsions et les  extraditions dont sont victimes les exilés politiques. La Belgique, durant l'entre-deux-guerres, est une terre d'exil et les militants belges de cette génération accueillent et aident de nombreuses exilés vivants dans une semi-clandestinité : anarchistes italiens et espagnols (dont Francisco Ascaso et Buenaventura Durruti), des allemands, des juifs, des objecteurs de conscience, des néo-malthusiens, etc

### Personnalités

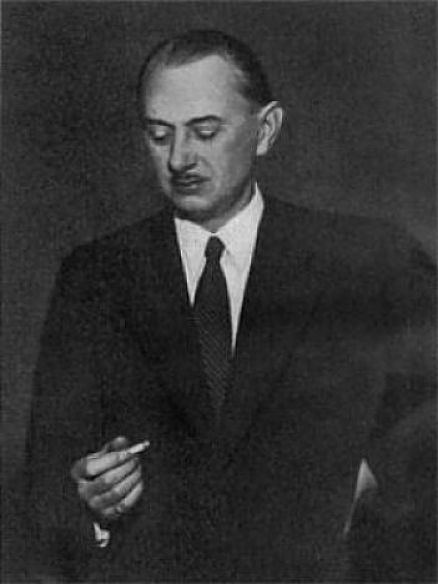
Ernestan.

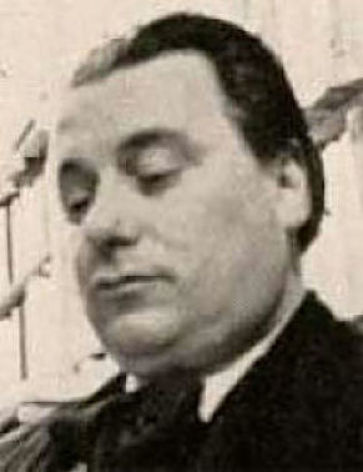
Hem Day.

- Jean-Baptiste Schaut dit Adamas, né de parents belges le 6 août 1869 à Roubaix et mort le 2 août 1953. En 1893, marchand de journaux à Gand, il est actif dans le mouvement syndical et signalé, en février 1909, comme ayant pris la parole en flamand sous le pseudonyme de Adamas lors d'un meeting à Bruxelles. Il est le délégué de Gand au congrès anarchiste belge tenu le 25 décembre 1925 auquel participent vingt six délégués et où Hem Day est désigné secrétaire de la Fédération des groupes anarchistes qui édite L’Émancipateur puis Le Combat journal auquel Adamas collabore régulièrement en 1926-1927). En 1926 il est membre de l’Union Anarchiste Communiste (UAC) française et participe en août à un meeting de soutien à Sacco et Vanzetti. Adamas participe, au début des années 1950, à l'Action Commune Libertaire[57],[58],[59],[60]

- Camille Mattart, né le 12 septembre 1886 et mort à Liège en 1957. Ouvrier mineur, syndicaliste révolutionnaire et communiste libertaire. En 1904, il est le trésorier adjoint du comté fédéral de la Fédération amicale des anarchistes de Belgique dont les autres responsables étaient J. Ledoux (trésorier) et Georges Thonar (secrétaire). Il collabore à L’Insurgé (Hestal-Liège, au moins 200 numéros du 6 juin 1903 au 16 janvier 1909) et à L’Action Directe (Gilly - Herstal, 1905-1908) organe de la CGT belge fondé par Léopold Preumont et dont le rédacteur était Henry Fuss. Les 11-12 juin 1905, participe au congrès syndicaliste révolutionnaire de Charleroi où sont élaborées les bases de la CGT belge. En 1908, il est l’administrateur du journal L’Avant-Garde (Liège, au moins 7 numéros à partir de novembre 1908). Avant la Première Guerre mondiale il collabore à L'Émancipateur (Liège, 52 numéros du 18 septembre 1910 à mars 1913) organe communiste anarchiste révolutionnaire publié par le groupe Les Chercheurs de vérité. En 1919, il collabore au journal Le Communiste (Uccle, au moins 8 numéros du 15 juillet au 1er novembre 1919), sous-titré « de chacun suivant ses moyens à chacun suivant ses besoins ». À Flémalle (Liège) il reprend la rédaction de L'Émancipateur (68 numéros de juillet 1921 au 15 décembre 1925) qui devient Le Combat (au moins 33 numéros du 1er février 1926 à avril 1928[61]) dont le gérant est Hem Day. Il organise l'achat de matériel d'imprimerie en 1929. Il participe à l’Union anarchiste et à la Fédération des groupes anarchistes. Avec J. Ledoux et Hem Day, à la fin des années 1920, il anime le Groupe belge pour le droit d’asile. Camille Mattart collabore aux Publications de la Révolte et des Temps nouveaux de Jean Grave. Après la guerre, il soutient de loin les différentes actions du mouvement anarchiste, en envoyant de temps à autre un article pour les revues libertaires ou en faisant don de petites sommes d'argent[62],[63],[64],[65],[66],[67].

- Léopold Preumont, né à Charleroi en 1874 et mort en septembre 1912, ouvrier mineur, anarchiste et syndicaliste[43].

- Ernest Tanrez dit Ernestan, né le 15 juillet 1898 et mort le 17 février 1954. Socialiste libertaire, il prend contact avec le mouvement en 1921. En 1937, il lance le journal Rébellion pour soutenir la révolution espagnole. Dès le début de la Seconde Guerre mondiale, il fuit en France où les autorités pétainistes le déportent au camp du Vernet. À son retour en Belgique, il est à nouveau arrêté, mais cette fois par les nazis, et interné au camp de concentration de Breendonck[68].

- Marcel Dieu dit Hem Day, né le 30 mai 1902 et mort le 14 août 1969. Libraire, franc-maçon, militant anarchiste depuis la Première Guerre mondiale. Il collabore à de nombreuses revues durant toute l’entre-deux-guerres et finit par créer la sienne pour y diffuser sa propagande anti-communiste, anti-fasciste et pacifiste. En 1933, avec Léo Campion, ils renvoient leur carnet militaire au Ministre de la Défense nationale pour se délier de toutes obligations militaires et signaler ainsi leur refus de participer aux guerres à venir. Ils sont finalement, après quelques mois de prison, exclus de l’armée. Durant la guerre d’Espagne, il part à Barcelone œuvrer à la propagande révolutionnaire anarchiste de manière pacifique et non-violente. De retour en Belgique, il se consacre entièrement à la propagande, continue ses publications et donne jusqu’à sa mort de nombreuses conférences. Il réalise des recherches sur des sujets divers et devient pour certains, belges ou étrangers, une référence intellectuelle[69],[70].
- Léo Campion, né le 2 mars 1905 à Paris et mort le 6 mars 1992 dans la même ville. Personnage à multiples facettes, chansonnier, acteur, humoriste et caricaturiste, Régent de l'Institut de Pataphysique[71] et Grand Maître de la Confrérie des Chevaliers du Taste Fesses, mais aussi franc-maçon, libre-penseur, objecteur de conscience, pacifiste, antimilitariste et libertaire[72]. Il est l'auteur, en 1969, de l'ouvrage Le Drapeau noir, l'Équerre et le Compas : les Maillons libertaires de la Chaîne d'Union.

- Louis Mercier-Vega, de son vrai nom Charles Cortvrint, né le 6 mai 1914 à Bruxelles et mort le 20 novembre 1977 à Collioure. Militant communiste libertaire et syndicaliste, dès ses 16 ans il participe au Réveil syndicaliste[73] édité par les Groupes d'Action Syndicaliste animé par Jean De Boë, Nicolas Lazarevitch et Ida Mett[74]. Insoumis au service militaire en Belgique, il s'installe à Paris où il adhère à l'Union anarchiste. En août 1936, il s'engage dans la centurie Sébastien Faure de la Colonne Durruti (CNT-AIT) et combat les franquistes sur le front d'Aragon. Activiste et propagandiste, il est l'auteur de nombreux ouvrages et contribue à la création de plusieurs revues et associations internationales.

### Le journalL'Émancipateur

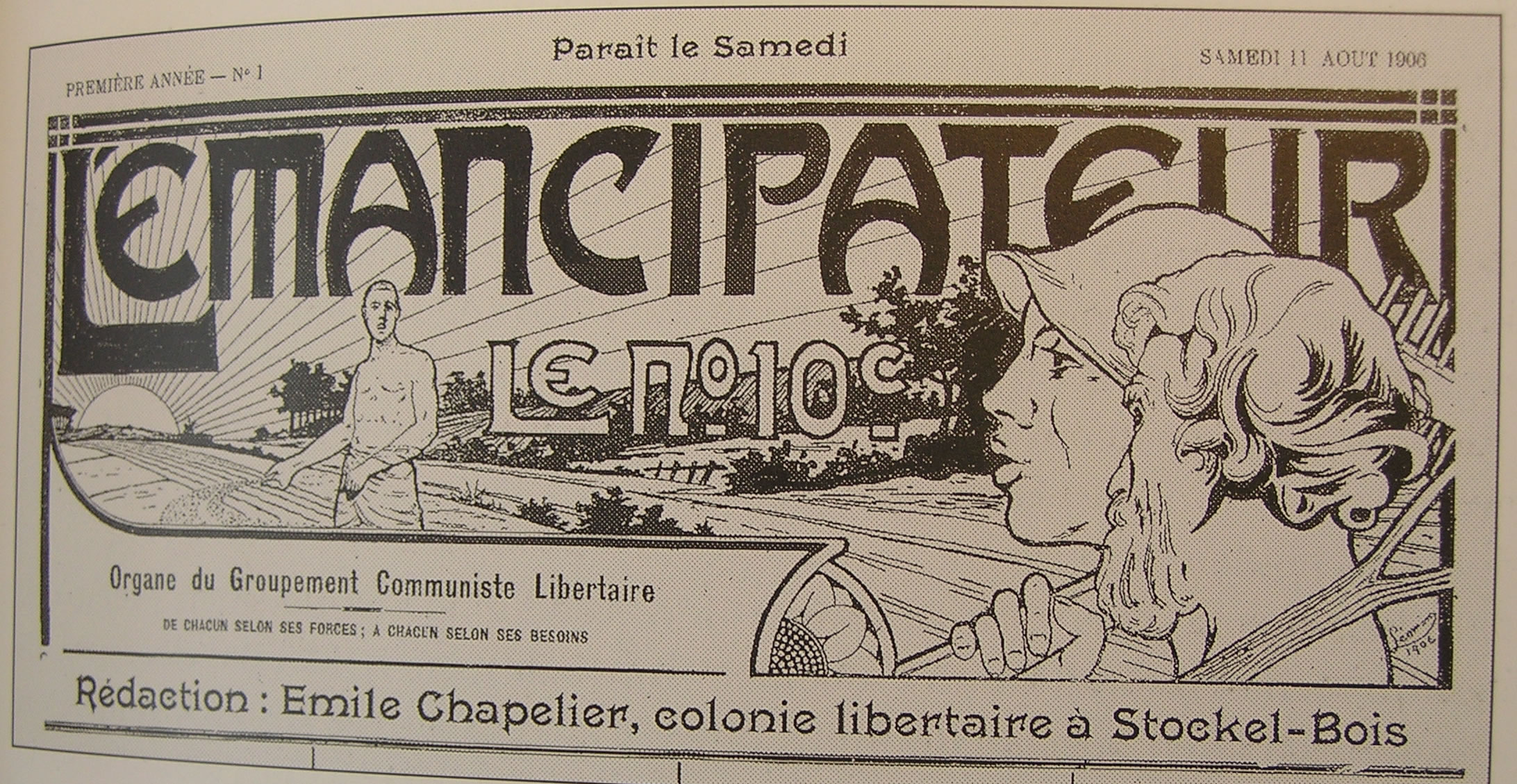
L’Émancipateur (première époque), 11 août 1906, « Organe du Groupement Communiste Libertaire » publié par la communauté libertaire L’expérience.

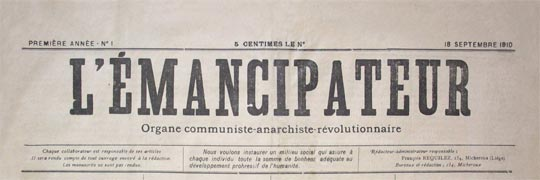
L’Émancipateur, (deuxième époque), 18 septembre 1910-2 août 1914.

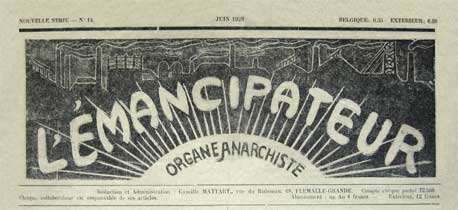
L’Émancipateur, (troisième époque), 1921-1936, publié par Camille Mattart à Flémalle.

Première époque. Le 11 août 1906, sortie à Stockel du premier numéro de l'hebdomadaire L'Émancipateur, « Organe du Groupement Communiste Libertaire » publié par la colonie libertaire fondée par Émile Chapelier. Georges Thonar en est l'administrateur et l'imprimeur. Le journal cesse de paraître en décembre 1906 après 13 numéros parus. Le journal Le Communiste lui succède en juin 1907. Épigraphe : De chacun selon ses forces; à chacun selon ses besoins,.
Deuxième époque. Le 18 septembre 1910, sortie à Liège du premier numéro du journal L'Émancipateur « Organe communiste - anarchiste - révolutionnaire ». Le rédacteur administrateur responsable du journal est François Requilez. Le journal est édité à partir du numéro 24 par le groupe Les chercheurs de Vérité. Cinquante deux numéros paraîtront jusqu'en mars 1913. Le journal est remplacé à partir de cette date et jusqu'en juillet 1913 par L'action anarchiste. L'Émancipateur reparaît en mars 1914 pour une nouvelle série de douze numéros, jusqu'au 2 août 1914. Épigraphe : Nous voulons instaurer un milieu social qui assure à chaque individu toute la somme de bonheur adéquate au développement progressif de l'humanité.
Troisième époque. En juillet 1921, sortie à Flémalle du premier numéro du journal L'Émancipateur d'abord sous-titré « Organe communiste-anarchiste révolutionnaire », publié par Camille Mattart. Après être devenu le journal de la Fédération communiste libertaire le titre disparaît en décembre 1925 pour laisser place au journal Le Combat. Camille Mattart le republie ensuite épisodiquement de 1928 à 1936.

## De 1945 aux années 1960
Comme après la Première Guerre mondiale, l'anarchisme belge sort ébranlé du second conflit mondial. Cependant, à peine les derniers combats livrés, on voit apparaître des tentatives de reconstruction du mouvement. Même s'ils ne se définissent pas spécifiquement comme anarchiste, en accueillant des libertaires et en les laissant s’exprimer, plusieurs groupes participent à ce renouveau libertaire. Ils ont pour objet : la justice sociale, le pacifisme, l'antimilitarisme, l’antifascisme, etc.

### Les Cahiers socialistes
Sans être spécifiquement anarchistes, Les Cahiers socialistes, fondés en novembre 1944, regroupe des socialistes indépendants de toutes tendances et entretient des relations étroites avec des groupes se réclamant clairement du mouvement libertaire et accueille dans son comité de rédaction, en 1947, un militant anarchiste comme Ernestan.
La ligne éditoriale de la revue prône un socialisme libertaire qui tente une approche critique du marxisme. Pour ses auteurs, l'essence même du marxisme a été occultée par la doctrine trop rigide des partis. Il est important de laisser plus de liberté aux socialistes, comme aux travailleurs. Cette approche résolument libertaire les amène à adopter, à propos du débat sur le rôle de l'État, conflit qui est à la base de la scission de la Première Internationale, un point de vue plutôt nuancé. Pour Les Cahiers socialistes, les communistes, en conservant la notion d'État, perpétuent un système oppresseur tandis qu'en réaction, les anarchistes prônent un individualisme « petit-bourgeois ». La solution réside, selon eux, dans une alternative : l'autogestion. La revue ne s'affiche certainement pas comme étatiste, pour ses auteurs, l'État n'est ni une forme du socialisme ni un moyen de le réaliser. Les Cahiers socialistes estiment que chaque individu a le droit de faire valoir son idéal socialiste et s'oppose catégoriquement à l'autoritarisme. Elle se situe dans le courant socialiste libertaire.

### Pensée et Action

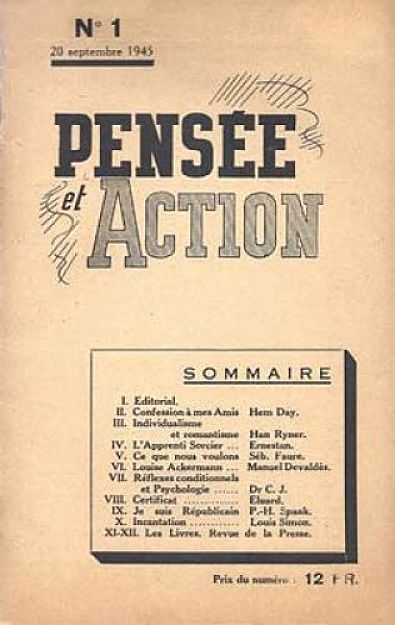
Pensée et Action, no 1, 20 septembre 1945.

Le groupe Pensée et Action est fondé le 28 mars 1945 à la suite d'une conférence de son animateur, Marcel Dieu, dit Hem Day. Le but du groupe est « d'éveiller et de développer la conscience individuelle et intellectuelle pour lutter contre toutes les formes d'autoritarisme ». Le groupe organise plus d'une centaine de conférences sur des domaines aussi divers que la sociologie, la politique, l'économie, la psychologie, la littérature, la philosophie, les sciences, les Beaux Arts, etc. Les causeries étaient suivies par une trentaine de spectateurs, parfois une centaine.
Le groupe édite une revue mensuelle éponyme qui doit servir de « lien entre tous ceux qui, par-delà les mêlées d'aujourd'hui et de demain recherchent les bases possibles d'une libre évolution des hommes dans les sociétés ». Elle se déclare donc ouverte à tous, comme l'atteste la formule inscrite sur la quatrième de couverture de chaque numéro de la revue : « Pensée et Action entend chercher, par-delà tout sectarisme, toute idéologie politique ou dogmatique, les éléments d'une culture authentiquement révolutionnaire, défendre le bien-fondé des revendications essentielles de l'esprit et des hommes ! ». Quarante-six numéros sont publiés entre septembre 1945 et décembre 1952. À partir de cette date et jusqu'en 1970, la revue est remplacée par Les Cahiers de Pensée et Action

### Action commune libertaire
L’Action commune libertaire est fondée le 2 novembre 1952, à l'appel du syndicaliste libertaire Jean De Boë. Outre Alfred Lepape (Dour) qui est l’éditeur responsable et le secrétaire des publications du groupe, on y retrouve, notamment, Guy Badot (Charleroi), Hem Day (Bruxelles), Georges Simon (Quaregnon), Joseph De Smet (Gand), Luis Broecke (Anvers) et Jean-Baptiste Schaut dit Adamas (Liège).
L'association réunit des anarchistes de toutes tendances et se donne pour objectif de pratiquer une information destinée à un large public. Elle publie des affiches et des tracts pacifistes et antimilitaristes, thèmes récurrents chez les libertaires de cette génération. Le groupe est rapidement miné par des divisions entre individualistes, parmi lesquels Hem Day et Joseph de Smet, et la frange communiste libertaire. Après 1954 et quelques essais de sauvetage, le groupe disparait.

### L'Alliance ouvrière anarchiste
L'Alliance ouvrière anarchiste est créée à Bruxelles fin 1956 mais ne dépasse jamais le stade groupusculaire.

### Solidarité internationale antifasciste (SIA)

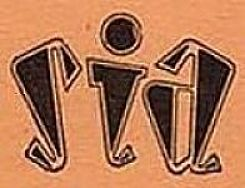
Solidarité internationale antifasciste.

La section belge de l'association Solidarité internationale antifasciste (SIA) est fondée le 18 mai 1946 sous la forme d'une asbl. Elle rassemble des anti-fascistes anti-staliniens autour des fondateurs : Joseph De Smet et surtout de Jean De Boë. L’association organise la défense des demandeurs d’asile qui ont fui leur pays et les régimes autoritaires. Elle constitue un lieu de rencontre pour les immigrés dont les nombreux espagnols anarcho-syndicalistes de la Confédération Nationale du Travail (CNT) en exil.
En plus de ses activités et galas, l'association publie des brochures et des tracts lors d'évènement importants comme en 1960, par exemple, lors du mariage de Baudouin, jeune roi des Belges, avec Fabiola, issue de la noblesse espagnole, pour dénoncer les conditions de vie sous la dictature franquiste et la collaboration passive de la famille royale et des milieux cléricaux.
En 1958, des jeunes, dont Stéphane Huvenne, adhèrent à l'association et proposent d'organiser des actions plus spectaculaires voire violentes, ce qui provoque des tensions entre la nouvelle et l’ancienne génération principalement composée de militants non-violents. Les jeunes anti-fascistes espagnols décident de quitter SIA et de se retrouver au sein de la Fédération Ibérique des jeunesses Libertaires (FIJL) alors en exil sur le territoire belge depuis son interdiction en France, le 9 août 1963.

### Internationale des résistants à la guerre (IRG)
Sans être spécifiquement anarchiste, la section belge de l’Internationale des résistants à la guerre (IRG) rassemble nombre de libertaires. Pacifiste et antimilitariste, l'IRG est la seule association qui ne base pas son refus de la guerre sur des fondements de nature religieuse. Elle prône un pacifisme intégral non-violent : « La Guerre est un crime contre l’Humanité. Pour cette raison, nous sommes résolus à n’aider à aucune espèce de guerre et à lutter pour l’abolition de toutes ses causes ». L’IRG apporte un soutien concret aux personnes qui résistent au militarisme et à la conscription (insoumis, objecteurs de conscience, etc.) et, sur un plan plus philosophique, milite en faveur d'« un monde sans guerre et un nouvel ordre social où tous coopèrent au bien commun ».
Deux personnalités du mouvement libertaire prennent des responsabilités au niveau international : Hem Day et Jean Van Lierde. Le groupe édite un bulletin de liaison Non-violence et Société. L’action qui mobilise le plus les pacifistes de l’IRG est la lutte pour la reconnaissance du statut d’objecteur de conscience et, en contrepartie, la création d’un service civil. Certains libertaires s’interrogent sur l’intérêt de ce statut, reconnaissance officielle par les pouvoirs en place, et, plus encore, sur la légitimité du service civil, qui constitue une participation aux rouages de l’État,.

### Personnalités

Logo de l'Internationale des résistant(e)s à la guerre : le fusil brisé.

- Jean Van Lierde né le 15 février 1926 à Charleroi et mort le 15 décembre 2006. Militant pacifiste et antimilitariste, il se définit à la fois comme militant chrétien et libertaire[91],[92]. Il est considéré comme l'initiateur du statut de l'objection de conscience en Belgique.
- Alfred Lepape, né en 1925 et mort en 1996[93]. Militant anarchiste et pacifiste du Borinage[94]. Il rejoint le mouvement libertaire au sortir de la Seconde Guerre mondiale et est actif jusqu'en 1975. était le secrétaire de l’Action commune libertaire, et collabore aux Cahiers de l’Humanisme libertaire de Gaston Leval[85],[95]. En 1973, il publie quatre feuillets sur l'Histoire du mouvement libertaire belge[96]
- Louis Bonfanti, français, objecteur de conscience en 1939, il est considéré comme déserteur par l'armée française. Il se réfugie en Belgique, dans un premier temps chez Hem Day, et à la sortie de la guerre s'implique dans les mouvements anarchistes et pacifistes.
- Corrado Perissino, né le 11 décembre 1914. Militant italien, immigré en Belgique, il est actif, dans les milieux libertaires et anti-fascistes des années trente. En 1941, il est arrêté par les Allemands sur demande des autorités italiennes. Libéré, il continue son activité en Belgique[97].
- Bernard Salmon, mort le 8 avril 1979. Anarchiste pacifiste et franc-maçon français, il collabore à différentes revues. Il est le correspondant et le gestionnaire de la revue Pensée et Action en France.
- Jean Cordier, né à La Louvière le 12 juin 1919 et mort à Uccle le 30 mai 1999. Médecin, franc-maçon, pacifiste et anarchiste individualiste[98].

## Des années 1960 à aujourd'hui
- De janvier 1960 à juin 1963 est publié à Bruxelles, L’Anti-antitoutiste pour la paix. Jack Henriquez en est le principal animateur[99].

### Mai 1968 et le gauchisme
Le mouvement gauchiste des années post Mai 68 est marqué par l'influence de l'anarchisme, notamment par le spontanéisme, l'horizontalité et la démocratie directe, l'action directe.
À Liège, dans la foulée des événements de Mai 68 et du mouvement étudiant Boule de neige, est publié le mensuel anarchiste « Le Libertaire » (rédaction : Natalis, 220 rue Vivegnis, Liège - Edit. resp. : F. Zachary, 9, rue Ferrer, Seraing) auquel participeront, entre autres, Noël Godin, le futur « entarteur », Edgar Morin, sociologue (L'anarchisme aujourd'hui), J.P. Delriviere, Mihaili Djosson, Yves Thelen. Ce dernier, dans le numéro 7 de février 1969, rédige le « Manifeste du Libertaire » qui précise la ligne de ce mensuel sous le titre « Qu'est-ce que l'anarchisme ». Extraits : « Bien plus que les actes discutables d'un Ravachol ou la folie d'un Bonnot, l'anarchisme oppose au carcan des systèmes politiques et économiques totalitaires une doctrine sociale basée sur le respect de l'individu et sa libération maximale de toutes les formes de servitude et d'oppression. Si vous refusez la tutelle d'un parti, religieux ou politique, si vous réclamez votre indépendance d'action et de jugement, alors, quelles que soient vos convictions profondes et vos aspirations personnelles, vous êtes anarchiste [...] Manifeste du libertaire : 1. Affirmer comme but fondamental de notre action, le libre épanouissement des forces critiques, créatives et jouissives faisant de chaque être humain une entité unique, responsable et heureuse de vivre. 2. Accepter la pluralité des opinions philosophiques - à l'exclusion de toute idéologie engendrant un fanatisme incompatible avec notre but premier - et l'accueillir comme étant source d'enrichissement de notre propre existence. 3. Combattre donc et condamner définitivement tous dogmatismes, superstitions, tabous, censures.  »

### Socialisme et Liberté
« Socialisme et Liberté », est créé en 1966, par François DESTRYKER,  « Socialisme et Liberté » mais se distingue du milieu libertaire à Bruxelles :   
Le milieu libertaire à Bruxelles en 1966
Comme le rappelle JM Chauvier dans son "Gauchisme et nouvelle gauche en Belgique", (CH n° 602-603,  du CRISP, "…la Belgique n'était pas dépourvue de tradition à cet égard dès le XIXe siècle.  La région de Verviers a été riche d’une tradition anarchiste.  Au début du XXe siècle, le groupe communiste libertaire (comprenant la colonie anarchiste de Stockel) était très vivant, ensuite et surtout l'anarcho-syndicalisme ». 
À l'époque, quelques camarades diffusent, de manière isolée les idées libertaires.  "L'Ordre Libre", organe du Cercle La Boétie, était diffusé par Jean De Smet, depuis 1960.  En novembre 1965 paraissait le numéro 2 de cette revue, qui nous apprend la liquidation de l'Institut de Possibilités.  Il signale l'existence d'un Centre Libertaire, dans un local loué par la CNT de Bruxelles, près de la grand Place de Bruxelles. 
Il existe également une vieille tradition syndicaliste révolutionnaire.
Jean De Boe est certainement le représentant le plus marquant de cette tendance, et a durant de longues années, à la tête du Syndicat du livre et du papier, de la FGTB, défendu une conception du syndicalisme révolutionnaire. 
Dans une brochure « Notre doctrine syndicale », De Boe, après avoir tracé de manière très intéressante l'histoire sociale du mouvement ouvrier en Belgique, après avoir rappelé la démarche d'un syndicalisme révolutionnaire conclut : 
"…L'intégration, à la fois du mouvement politique et syndical de la classe ouvrière dans le système capitaliste, par l'impitoyable logique des choses, devait aboutir à ce singulier paradoxe que ce sont ses représentants qui en réclament la gérance. 
Quant à la Révolution Sociale, il n'en est plus question.  Bien mieux, n'assistons-nous pas tous les jours aux plus graves compromissions de la part des lointains héritiers de la Première Internationale ?  Et ne les trouvons-nous pas à la tête des principales institutions - sur le plan national et international - de défense de la bourgeoisie dans le domaine politique, économique et militaire ? 
Et n'assistons-nous pas à cette cruelle dérision qui fait que les fusils des gendarmes chargés de maintenir l'ordre bourgeois contre la classe ouvrière sont des cadeaux gracieusement offerts à la faveur de la conquête politique du pouvoir ?  Nous n'insisterons pas, notre propos étant de retrouver une doctrine qui puisse servir à la révision de la lutte ouvrière, et plus particulièrement syndicale. 
Nous pensons que c'est toujours dans la Déclaration de Principe et dans les Résolutions de la Première Internationale des Travailleurs que nous pouvons la trouver".   JDB 1962 
La CNT regroupe d'autres camarades.  De son côté, Hem Day anime la revue "Pensée et Action" et maintient vivante la tradition libertaire au sein du mouvement pacifiste et de la franc-maçonnerie.  Le mouvement anarchiste, les années 60, se limite donc à quelques individualités dont les visions d'avenir se limitaient à ressasser le passé. 
"Socialisme et Liberté" prend également contact avec la CRIFA : Commission des relations de l’internationale des Fédérations anarchistes, en France. (Voir Bianco). Bulletin de la Commission de relations de l’Internationale des Fédérations anarchistes (CRIFA) créée au Congrès international de Carrare (Italie).  
« Socialisme et Liberté » défend les positions suivantes :
- une opposition à l'URSS et à la Chine, comme prétendument pays socialistes,
- la reconnaissance du matérialisme historique pour comprendre l'évolution du capitalisme,
- l'insistance sur le facteur classe ouvrière comme élément de changement révolutionnaire,
- une interrogation sur les syndicats,
- la nécessité de l'organisation politique comme pôle de regroupement des éléments révolutionnaires,
- et en cela SL s’opposait aux conceptions individualistes de Hem Day et à son engagement au sein de la franc-maçonnerie.  
Mai 68 permet de découvrir le communisme de conseil, en référence à ICO (Informations, Correspondances, Ouvrières). Les militants de « Socialisme et Liberté »  sont actifs lors des Assemblées Libres organisées à l’ULB.  En 1969, « Socialisme et Liberté » participe à l’organisation de la rencontre internationale d’ICO (Information Correspondance Ouvrière) à Bruxelles.  Cette rencontre se déroule à l’Auberge de la Paix, rassemble une centaine de participants.  Daniel Cohn Benditt est présent, ainsi que d’autres participants de Mai 68.   Le groupe « Socialisme et Liberté » est influencé par « Noir et Rouge », qui se proclame anarchiste - communiste et de nombreux texte, dans la revue, font allusion aux apports du matérialisme dialectique.  NR aborde l'anarchisme de manière critique et démonte la mystification russe.  ICO critique les syndicats comme rouage de l'appareil d'Etat et répond ainsi à une question fondamentale sur la nature de l'URSS. Noir & Rouge eut 46 numéros, passant de simples feuilles ronéotés à un format, toujours ronéotés, de brochure puis devenant imprimé. Elle a une, relative, influence lors des événements de Mai 1968, Daniel Cohn-Bendit a fréquenté ce groupe.  Dès ce moment, « Socialisme et Liberté »  peut argumenter la question de la nature des syndicats, celle de l'anarcho-syndicalisme.   Au sein de "Socialisme et Liberté" s'élabore un approfondissement politique important, sans toutefois arriver à une théorisation autonome.

### L'Alliance
L'Alliance 89 était une association sans but lucratif qui fut fondée le 7 janvier 1969 et dont l'objectif principal était d'informer et d'amasser de la documentation sur le mouvement anti-autoritaire en Belgique. Dans cette optique elle créa un centre de documentation ainsi qu'une bibliothèque qui se trouvait dans son local de la Maison de la Paix à Ixelles.
Son travail ne s'est pas limité à tenir une bibliothèque, l'Alliance a également édité des brochures d'auteurs anarchistes connus ainsi que son propre bulletin. 
L’ALLIANCE
Une bibliothèque qui va tenter de rassembler les ouvrages libertaires.  Elle a été constituée dans la foulée de Socialisme et Liberté.  Elle se développe dans un local de la Maison de la Paix, à Ixelles.  Elle s’associe au CIRA de Lausanne.  Avec l’Alliance se constitue un carrefour permettant les rencontres.  Ce sera l’axe réflexif à partir duquel divers groupes se réclamant de la mouvance libertaire vont se constituer, se développer, disparaître.  Mais l’Alliance continue à se référer à GUERIN.  Le nom de l’association fait référence au nom du groupe créé par BAKOUNINE au sein de la Première Internationale. L’association se fixe comme but « d’œuvrer sur le plan culturel au libre épanouissement de la personne humaine ». De manière concrète, le groupe a pour mission de fournir une documentation la plus précise et la plus complète possible aux militants, sympathisants, étudiants ou chercheurs désireux de se renseigner sur le mouvement anarchiste, sa presse, sa littérature et ses actions . Pour ce faire, elle met sur pied une bibliothèque contenant un grand nombre d’ouvrages et publications sur ce sujet. Son action comprend également l’édition de publications périodiques ou non, l’organisation de conférences, de débats, de réunions et de séminaires. Enfin, l’association soutient des centres d’éducation libre ou des maisons communautaires.
Un comité Fonds Hem DAY est aussi créé afin de gérer les documents offerts par l’anarchiste. Il est composé de Jean CORDIER, son exécuteur testamentaire, Jean VAN LIERDE, Jean THYS et François DESTRYKER. En effet, avant sa mort, l’anarchiste avait émis le souhait que ses collections soient confiées à la Bibliothèque Royale. 
Le comité chargé de ce fonds au sein de l’Alliance effectue toute une série de démarches pour que celles-ci soient intégrées au plus vite dans les collections de l’Albertine. Le comité propose d’ailleurs aux responsables de la Bibliothèque Royale de leur fournir l’aide d’un objecteur libertaire pour accélérer le classement de cette collection.

### Journal libertaire des luttes de classes
Sous différents titres successifs (Libertaire, Journal libertaire, Journal libertaire des luttes de classes et Journal des luttes de classes) un bulletin ronéoté est édité à Bruxelles de 1973 à 1975.
« Ce bulletin se veut avant tout un outil de travail : réflexions, analyses, critiques permettant la confrontation et la discussion des idées et de la pratique au soin du mouvement libertaire. Nous espérons qu’il sera le prélude à un Journal Libertaire reflétant le plus exactement possible la situation des luttes au soin du mouvement populaire. Ce que nous souhaitons aussi, c’est la multiplication des moyens d’informations libres et autonomes et la création d’un large réseau d’une contre-information au service des luttes populaires. » précise le collectif éditorial dans le numéro 2 du Libertaire daté du 1er Février 1973.

### Fédération anarchiste
La Fédération anarchiste (francophone), membre de l'Internationale des Fédérations anarchistes (IFA), est présente sur le territoire belge depuis sa fondation en 1953. 
À partir de 2004, le groupe Ici et Maintenant rassemble plusieurs individuels et autres groupes préexistants. Aujourd'hui encore, Ici et Maintenant demeure un groupe de personnes, dispersées en divers endroits de Belgique francophone, rassemblées autour d'un objectif commun : diffuser les idées anarchistes et encourager leur mise en pratique.
Le groupe est présent dans les structures fédérales et participe régulièrement aux congrès annuels de la Fédération anarchiste. Les membres diversifient leur action sous forme de présence lors des manifestations et piquets de grève, de productions écrites ou d'engagement dans d'autres types de collectifs et associations.

### Alternative libertaire

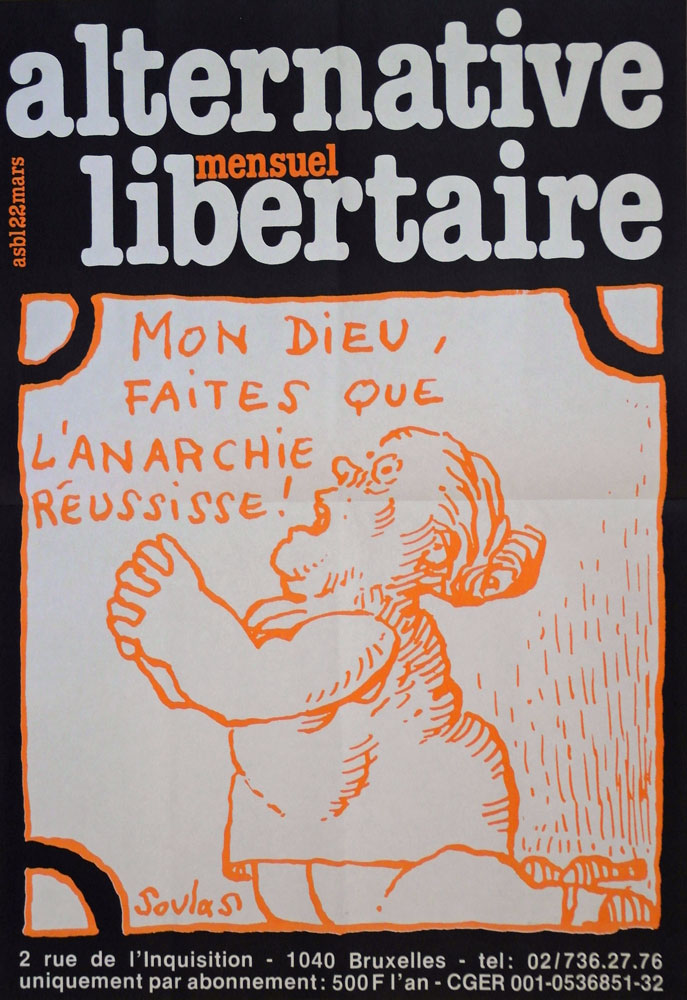
Alternative libertaire, Bruxelles, 1975 à 2005 (affiche de 1985).

Alternative libertaire est un journal mensuel édité en Belgique de 1975 à 2005. La durée de sa parution (30 ans et 282 numéros), son ouverture aux débats et ses affiches ont contribué à élargir l'audience des idées libertaires en Belgique francophone.
La richesse et la notoriété d'Alternative libertaire tient au fait des nombreux liens que nouera le journal au fil du temps. Alternative libertaire est un journal écrit par ses lecteurs. Un journal dissident pour des lecteurs différents. C'est un journal qui se veut ouvert aux débats. Son but n'est pas de s'adresser aux militants convaincus mais de toucher la périphérie du mouvement, c’est-à-dire les sympathisants qui hésitent à s'engager ou qui par leurs idées sont intéressées par les pratiques libertaires ou anti-autoritaires.
La visibilité du journal était telle qu'aujourd'hui encore, il n'est pas rare de croiser des exemplaires de ses très populaires posters ou affiches dans des bars, des associations, des bibliothèques voire des écoles. L'ouverture d'esprit du journal amène le mouvement libertaire à quitter ses tendances groupusculaires (voire sectaires) et joue un grand rôle dans la propagation des idées libertaires,,.

### Union communiste libertaire Bruxelles

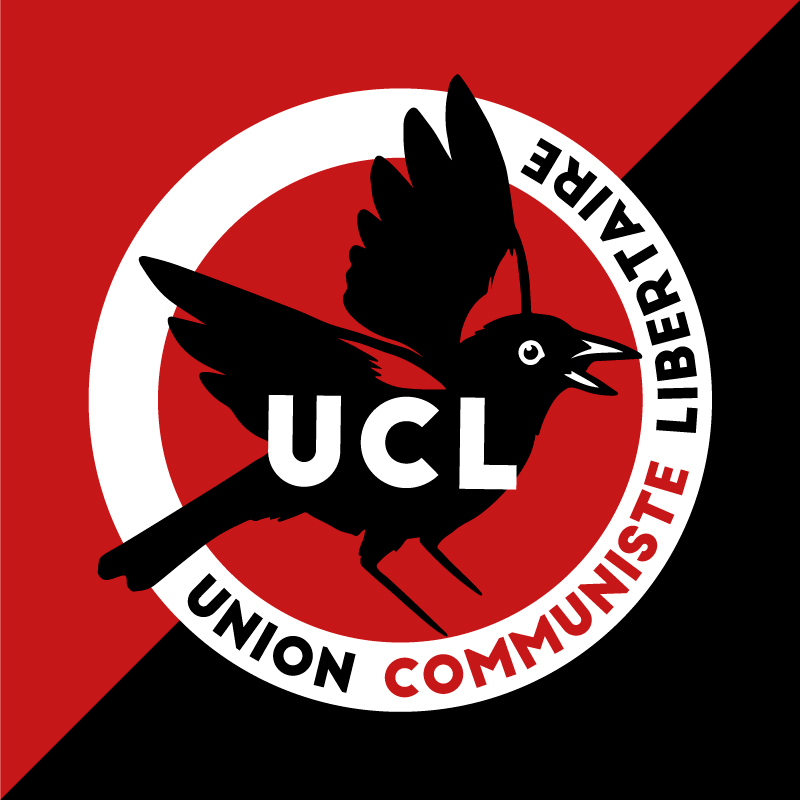
Logo de l'UCL.

L'Union communiste libertaire Bruxelles est un groupe local bruxellois faisant partie de la fédération communiste libertaire francophone l'Union communiste libertaire.
En mars 2013, des militants communistes libertaire bruxellois en contact avec l'organisation française Alternative libertaire fonde un groupe local Alternative libertaire Bruxelles.
En mars 2018, le collectif bruxellois a adopté les principes de fonctionnement du « spécifisme » anarchiste (Especifismo). L’objectif est de renforcer la structure de l’organisation et de favoriser l’insertion des militants anarchistes au sein des mouvements sociaux.
L’organisation est structurée en fronts de lutte thématique (front syndical, féministe, antifasciste, queer, écologie sociale) qui ont pour but de coordonner et de mettre en application la ligne politique décidée par le collectif.
À la suite de la fusion d'Alternative libertaire et de la Coordination des groupes anarchistes en 2019, une nouvelle organisation communiste libertaire est fondée L'Union communiste libertaire. Le groupe local bruxellois prend alors le nom d'Union communiste libertaire Bruxelles.

### Personnalités
- François Destryker, né en 1944. Il a 17 ans lors de la grève générale de l'hiver 1960-1961 et est très impressionné par la vague radicale du mouvement social contre le gouvernement. Quatre ans plus tard, en 1965, il obtient son diplôme, reçoit le Prix de morale laïque Francisco Ferrer et prend contact avec le mouvement libertaire. Appelé à effectuer son service militaire en 1967, il demande le statut d'objecteur de conscience qui lui est refusé : ses motivations sont politiques[114]. Il est parmi les fondateurs du cercle Socialisme et Liberté et de L'Alliance 89. Influencé par l'historien français de l'anarchisme, Daniel Guérin, il défend un rapprochement entre l'anarchisme et le marxisme. Marxiste libertaire, il va peu à peu se détacher des idées anarchistes pour rejoindre le courant conseilliste[115],[116].

- Roger Noël dit Babar[117], né en 1955. Imprimeur, affichiste, éditeur et militant socialiste libertaire. De 1977 à 2002, il anime le journal Alternative libertaire. En 1978, il est à l'initiative du mouvement des radios libres en Belgique. En 1982, il est incarcéré plusieurs mois en Pologne pour y avoir introduit clandestinement un émetteur de radio destiné au syndicat Solidarność alors clandestin.

- Chiquet Mawet, de son nom d'état civil Michelle Beaujean (1937-2000), est à la fois dramaturge, conteuse, poétesse, militante sociale et professeur de morale1. À 30 ans, elle est l'une des pionnières du mouvement antinucléaire en Belgique. À 50 ans, elle est l'un des piliers du journal Alternative libertaire.

- Yves Le Manach (1942-), parisien d’origine bretonne, écrivain et bruxellois d'adoption, est un ouvrier ajusteur qui déserte l'usine pour l'écriture[118].

### Lieux

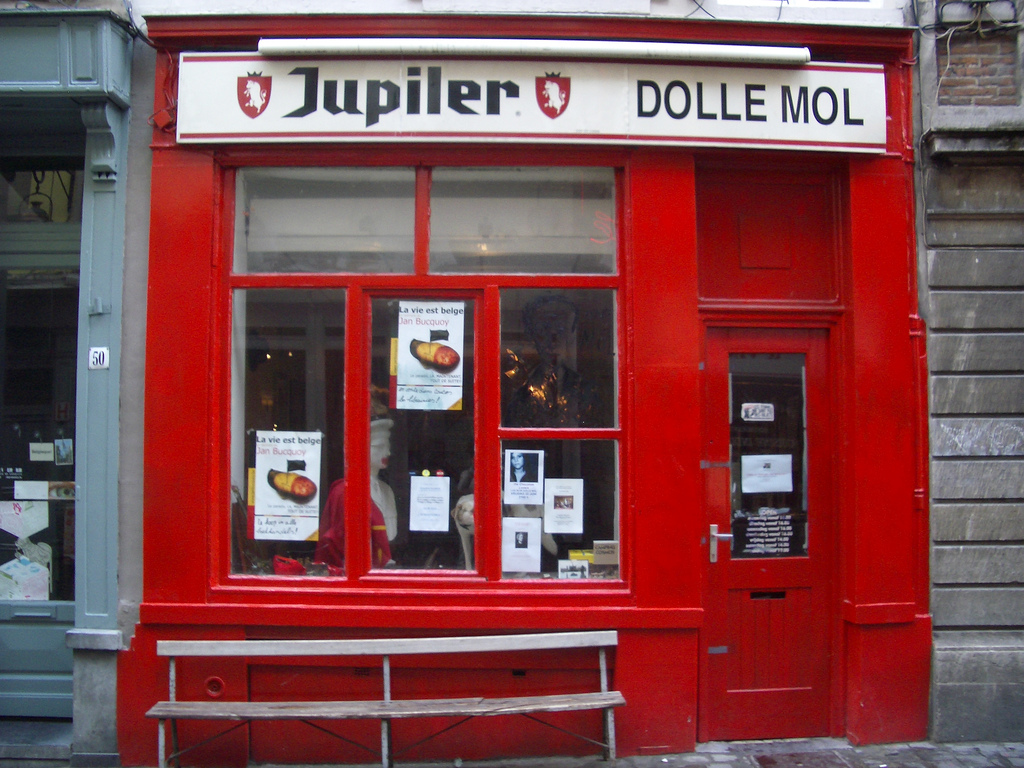
Le Dolle Mol en juin 2007.

- Créé en 1969, le café Dolle Mol (La taupe enragée en français), situé rue des Éperonniers au centre de Bruxelles, est un lieu historique du milieu libertaire belge.

### En français
- Jan Moulaert, Le mouvement anarchiste en Belgique 1870-1914, Quorum, 1996,  (ISBN 9782930014739), extraits en ligne[119],[120]
- Jan Moulaert, La peur du rouge et du noir : la genèse du péril anarchiste en Belgique, in La peur du rouge, Pascal Delwit et José Gotovitch, Université libre de Bruxelles, 1996.
- Nicolas Inghels, Le mouvement anarchiste en Belgique francophone de 1945 à 1970, Mémoire de licence en Histoire contemporaine, sous la direction de José Gotovitch, Université libre de Bruxelles, 2002, texte intégral & texte intégral.
- Nicolas Inghels, Histoire du mouvement anarchiste en Belgique francophone de 1945 à aujourd'hui, revue Dissidences, 3 novembre 2011, lire en ligne.
- Jean De Meur, L'Anarchisme [en Belgique] ou la contestation permanente, Bruxelles, De Méyère, 1970[121].
- Anton Constandse, L'anarchisme en Belgique in L'anarchisme aux Pays-Bas et en Flandre, Septentrion, 1980, lire en ligne.
- Anne Morelli, José Gotovitch, Contester dans un pays prospère: l'extrême gauche en Belgique et au Canada, Peter Lang, Collection Études Canadiennes, Canadian Studies, volume 6, 2007, Bruxelles, Bern, Berlin, Frankfurt am Main, New York, Oxford, Wien, 2007, 259 pages,  (ISBN 978-90-5201-309-1), [lire en ligne].
- Jacques Gillen, Les activités en Belgique d’un anthropologue anarchiste : Eugène Gaspard Marin (1883-1969), Mémoire de licence en Histoire contemporaine, sous la direction de Anne Morelli, Université libre de Bruxelles, 1996-1997, texte intégral.
- Collectif, Dictionnaire biographique des militants du mouvement ouvrier en Belgique, Bruxelles, Éditions Vie ouvrière, 1995.
- Mundaneum : Fonds et collections relatifs à l’anarchisme.
- Pieter Ballon, Le mouvement syndicaliste révolutionnaire à Liège pendant l'entre-deux-guerres, Revue Belge d’histoire contemporaine, XXVIII, 1998, texte intégral.
- Michel Antony, Anarchisme belge, mouvements et utopies libertaires, lien vers texte intégra.
- Didier Karolinski, Le mouvement anarchiste en Wallonie et à Bruxelles, mémoire de licence, Université de Liège, 1983.
- Biographie nationale de Belgique et Nouvelle Biographie Nationale, Académie Royale de Belgique, table alphabétique des notices.
- Maxime Steinberg, À l'origine du communisme belge : l'extrême-gauche révolutionnaire d'avant 1914, Les Cahiers Marxistes, Le Mouvement social, décembre 1970, texte intégral.
- Jacques Cordier, Littérature prolétarienne en Wallonie, Éditions Plein Chant, 1983.
- Jean Puissant, Introduction du Dictionnaire biographique du mouvement ouvrier en Belgique, Dictionnaire biographique, mouvement ouvrier, mouvement social, [lire en ligne].

### En néerlandais
- Eric Min, Zwart licht. Anarchisten in België rond 1900, Pelckmans, 2023, présentation critique.
- Jan Moulaert, « Anarchie, que ton règne arrive ! » : De anarchistische beweging in België 1880-1914, Thèse de doctorat, Katholieke Universiteit Leuven, 1993.
- Pieter Ballon, « Et le verbe sera haïr » : De revolutionair-syndikalistische beweging in Luik tijdens het interbellum, Mémoire de licence, Katholieke Universiteit Leuven, 1995.
- Peter De Lannoy, Anarchisme in België tijdens het interbellum : Organisatorische onmacht troef, Mémoire de licence, Vrije Universiteit Brussel, 1993.
- (nl) Fonds Jan Pellering : Anarchisten actief in België, notices biographiques.
- (nl) Fonds Jan Pellering : Anarchisme in België van 1880 tot 1914, texte intégral.

### En anglais
- Erik Buelinckx, Proudhon’s influence in Belgium: nationalism and culture, 2009, lire en ligne.

## Audiovisuel

### Radio
- Nicolas Dor, Liège 1900 : le temps des anarchistes, SONUMA, écouter en ligne.

### Télévision
- Roger Noël - L'insoumission, L'Écran Témoin, Radio-télévision belge de la Communauté française, 6 octobre 1997, Sonuma, voir en ligne.
- Jan Bucquoy et le Dolle Mol, Radio-télévision belge de la Communauté française, Sonuma, 11 novembre 2007, voir en ligne.